# Paul McCartney/Diskografie
Diese Diskografie ist eine Übersicht über die musikalischen Werke des britischen Musikers Paul McCartney, solo und zusammen mit seiner Band Wings. Den Quellenangaben und Schallplattenauszeichnungen zufolge hat er bisher mehr als 103,9 Millionen Tonträger verkauft, davon alleine in seiner Heimat über 22,5 Millionen, damit zählt er zu den Interpreten mit den meisten verkauften Tonträgern weltweit. Seine erfolgreichste Veröffentlichung ist die Single FourFiveSeconds mit über neun Millionen verkauften Einheiten.

## Einführung
Paul McCartneys erstes Soloprojekt entstand bereits 1966, als er noch Mitglied bei den Beatles war. Er komponierte die Musik für den Spielfilm The Family Way. Der gleichnamige Soundtrack wurde 1967 veröffentlicht. Nach der Trennung der Beatles erschien 1970 das Album McCartney, das von ihm – mit etwas Unterstützung seiner Frau Linda McCartney – fast alleine komponiert, eingespielt, aufgenommen und produziert wurde. Im Februar 1971 veröffentlichte er mit Another Day/Oh Woman, Oh Why seine erste Solosingle. Es folgte das Album Ram, das als Gemeinschaftswerk von Paul und Linda McCartney im Mai 1971 veröffentlicht wurde. Aus diesem Album wurden mehrere Singles ausgekoppelt. Am erfolgreichsten war die Single Uncle Albert/Admiral Halsey/Too Many People, die in den USA Platz 1 der Billboard Hot 100 erreichte und mit einem Grammy Award ausgezeichnet wurde. Im Dezember 1971 erschien das Album Wild Life. Es war das Debütalbum der von Paul McCartney neu formierten Gruppe Wings. Die Gruppe, deren Besetzung im Laufe der Zeit häufig wechselte und nur im Kern mit den Mitgliedern Paul und Linda McCartney und Denny Laine stabil blieb, nahm insgesamt sieben Studioalben auf. Das letzte war Back to the Egg aus dem Jahr 1979. Zusätzlich erschien 1976 das Livealbum Wings over America mit Aufnahmen der USA-Tournee aus demselben Jahr. Im Mai 1980 erschien mit dem Album McCartney II eine Rückbesinnung Paul McCartneys auf den Beginn seiner Solokarriere. Wie 1970 hatte er die Stücke alleine eingespielt und produziert. 1981 wurde die offizielle Auflösung der Wings bekannt gegeben. In der Folgezeit erschienen bis zum Jahr 2020 sechzehn weitere Studioalben von Paul McCartney. Das bislang letzte im Jahr 2020 unter dem Titel McCartney III. Neben den Studioalben erschienen seit 1990 (Tripping the Live Fantastic) regelmäßig Livealben zu McCartneys Tourneen. Paul McCartney arbeitete außerdem als klassischer Komponist, beginnend mit Paul McCartney’s Liverpool Oratorio im Jahr 1991 erschienen bis dato fünf klassische Werke. Nebenbei verfolgte McCartney einige Nebenprojekte wie The Fireman oder Twin Freaks, mit denen er mehrere Tonträger veröffentlichte.

## Alben

### Studioalben
| Jahr | Titel Interpretation                              | Höchstplatzierung, Gesamtwochen/‑monate, AuszeichnungChartplatzierungen (Jahr, Titel, Interpretation, Platzierungen, Wochen/Monate, Auszeichnungen, Anmerkungen) | Höchstplatzierung, Gesamtwochen/‑monate, AuszeichnungChartplatzierungen (Jahr, Titel, Interpretation, Platzierungen, Wochen/Monate, Auszeichnungen, Anmerkungen) | Höchstplatzierung, Gesamtwochen/‑monate, AuszeichnungChartplatzierungen (Jahr, Titel, Interpretation, Platzierungen, Wochen/Monate, Auszeichnungen, Anmerkungen) | Höchstplatzierung, Gesamtwochen/‑monate, AuszeichnungChartplatzierungen (Jahr, Titel, Interpretation, Platzierungen, Wochen/Monate, Auszeichnungen, Anmerkungen) | Höchstplatzierung, Gesamtwochen/‑monate, AuszeichnungChartplatzierungen (Jahr, Titel, Interpretation, Platzierungen, Wochen/Monate, Auszeichnungen, Anmerkungen) | Anmerkungen                                                                 |
| Jahr | Titel Interpretation                              | DE | AT | CH | UK | US | Anmerkungen                                                                 |
| ---- | ------------------------------------------------- | --- | --- | --- | --- | --- | --------------------------------------------------------------------------- |
| 1970 | McCartney Paul McCartney                          | DE15 (13 Wo.)DE | — | — | UK2 (33 Wo.)UK | US1 ×2Doppelplatin · (50 Wo.)US | Erstveröffentlichung: 17. April 1970                                        |
| 1971 | Ram Paul & Linda McCartney                        | DE22 (17 Wo.)DE | AT52 (1 Wo.)AT | — | UK1 Silber · (25 Wo.)UK | US2 Platin · (42 Wo.)US | Erstveröffentlichung: 17. Mai 1971                                          |
| 1971 | Wild Life Wings                                   | DE47 (5 Wo.)DE | — | CH88 (1 Wo.)CH | UK11 (9 Wo.)UK | US10 Gold · (19 Wo.)US | Erstveröffentlichung: 7. Dezember 1971 Höchstplatzierung in CH in 2018      |
| 1973 | Red Rose Speedway Paul McCartney & Wings          | DE56 (1 Wo.)DE | — | CH89 (1 Wo.)CH | UK5 Gold · (17 Wo.)UK | US1 Gold · (32 Wo.)US | Erstveröffentlichung: 30. April 1973 Höchstplatzierung in DE und CH in 2018 |
| 1973 | Band on the Run Paul McCartney & Wings            | DE15 (46 Wo.)DE | AT29 (… Wo.)AT | CH22 (1 Wo.)CH | UK1 Platin + Gold (Remastered) · (131 Wo.)UK | US1 ×3Dreifachplatin · (121 Wo.)US | Erstveröffentlichung: 5. Dezember 1973                                      |
| 1975 | Venus and Mars Wings                              | DE11 (5 Mt.)DE | — | — | UK1 Platin · (30 Wo.)UK | US1 Platin · (79 Wo.)US | Erstveröffentlichung: 27. Mai 1975                                          |
| 1976 | Wings at the Speed of Sound Wings                 | DE32 (7 Mt.)DE | — | — | UK2 Gold · (36 Wo.)UK | US1 Platin · (53 Wo.)US | Erstveröffentlichung: 25. März 1976                                         |
| 1978 | London Town Wings                                 | DE6 Gold · (20 Wo.)DE | AT4 (20 Wo.)AT | — | UK4 Gold · (23 Wo.)UK | US2 Platin · (28 Wo.)US | Erstveröffentlichung: 31. März 1978                                         |
| 1979 | Back to the Egg Wings                             | DE16 (12 Wo.)DE | AT12 (8 Wo.)AT | — | UK6 Gold · (15 Wo.)UK | US8 Platin · (24 Wo.)US | Erstveröffentlichung: 8. Juni 1979                                          |
| 1980 | McCartney II Paul McCartney                       | DE18 (23 Wo.)DE | AT4 (12 Wo.)AT | — | UK1 Gold · (18 Wo.)UK | US3 Gold · (38 Wo.)US | Erstveröffentlichung: 16. Mai 1980                                          |
| 1982 | Tug of War Paul McCartney                         | DE1 (25 Wo.)DE | AT2 (25 Wo.)AT | — | UK1 Gold · (27 Wo.)UK | US1 Platin · (30 Wo.)US | Erstveröffentlichung: 26. April 1982                                        |
| 1983 | Pipes of Peace Paul McCartney                     | DE20 (19 Wo.)DE | AT15 (7 Wo.)AT | CH12 (10 Wo.)CH | UK4 Platin · (24 Wo.)UK | US15 Platin · (25 Wo.)US | Erstveröffentlichung: 31. Oktober 1983                                      |
| 1984 | Give My Regards to Broad Street Paul McCartney    | DE25 (9 Wo.)DE | — | — | UK1 Platin · (21 Wo.)UK | US21 Gold · (18 Wo.)US | Erstveröffentlichung: 22. Oktober 1984                                      |
| 1986 | Press to Play Paul McCartney                      | DE30 (7 Wo.)DE | — | CH28 (1 Wo.)CH | UK8 Gold · (6 Wo.)UK | US30 (22 Wo.)US | Erstveröffentlichung: 19. September 1986                                    |
| 1989 | Flowers in the Dirt Paul McCartney                | DE9 Gold · (36 Wo.)DE | AT18 (9 Wo.)AT | CH13 Gold · (10 Wo.)CH | UK1 Platin · (21 Wo.)UK | US21 Gold · (50 Wo.)US | Erstveröffentlichung: 5. Juni 1989                                          |
| 1991 | Снова в СССР (The Russian Album) Paul McCartney   | — | — | — | UK63 (1 Wo.)UK | US109 (3 Wo.)US | Erstveröffentlichung: September 1991                                        |
| 1993 | Off the Ground Paul McCartney                     | DE2 Platin · (37 Wo.)DE | AT4 Gold · (16 Wo.)AT | CH5 Gold · (16 Wo.)CH | UK5 Silber · (4 Wo.)UK | US17 Gold · (20 Wo.)US | Erstveröffentlichung: 1. Februar 1993                                       |
| 1997 | Flaming Pie Paul McCartney                        | DE6 (18 Wo.)DE | AT6 (7 Wo.)AT | CH8 (11 Wo.)CH | UK2 Gold · (19 Wo.)UK | US2 Gold · (21 Wo.)US | Erstveröffentlichung: 2. Mai 1997                                           |
| 1999 | Run Devil Run Paul McCartney                      | DE21 (11 Wo.)DE | AT18 (4 Wo.)AT | CH36 (4 Wo.)CH | UK12 Gold · (14 Wo.)UK | US27 (6 Wo.)US | Erstveröffentlichung: 5. Oktober 1999                                       |
| 2001 | Driving Rain Paul McCartney                       | DE23 (5 Wo.)DE | AT31 (4 Wo.)AT | CH62 (2 Wo.)CH | UK46 Silber · (3 Wo.)UK | US26 Gold · (10 Wo.)US | Erstveröffentlichung: 13. November 2001                                     |
| 2005 | Chaos and Creation in the Backyard Paul McCartney | DE4 (6 Wo.)DE | AT13 (4 Wo.)AT | CH9 (5 Wo.)CH | UK10 Gold · (4 Wo.)UK | US6 Gold · (21 Wo.)US | Erstveröffentlichung: 12. September 2005                                    |
| 2007 | Memory Almost Full Paul McCartney                 | DE18 (6 Wo.)DE | AT17 (4 Wo.)AT | CH20 (5 Wo.)CH | UK5 Gold · (6 Wo.)UK | US3 Gold · (15 Wo.)US | Erstveröffentlichung: 1. Juni 2007                                          |
| 2012 | Kisses on the Bottom Paul McCartney               | DE9 (7 Wo.)DE | AT4 (7 Wo.)AT | CH12 (8 Wo.)CH | UK3 Silber · (5 Wo.)UK | US5 (15 Wo.)US | Erstveröffentlichung: 3. Februar 2012                                       |
| 2013 | New Paul McCartney                                | DE6 (6 Wo.)DE | AT6 (7 Wo.)AT | CH12 (5 Wo.)CH | UK3 (7 Wo.)UK | US3 (14 Wo.)US | Erstveröffentlichung: 11. Oktober 2013                                      |
| 2018 | Egypt Station Paul McCartney                      | DE1 (17 Wo.)DE | AT2 (10 Wo.)AT | CH5 (9 Wo.)CH | UK3 (5 Wo.)UK | US1 (8 Wo.)US | Erstveröffentlichung: 7. September 2018                                     |
| 2020 | McCartney III Paul McCartney                      | DE1 (13 Wo.)DE | AT2 (12 Wo.)AT | CH2 (15 Wo.)CH | UK1 (3 Wo.)UK | US2 (4 Wo.)US | Erstveröffentlichung: 18. Dezember 2020                                     |
| 2024 | One Hand Clapping Paul McCartney & Wings          | DE4 (2 Wo.)DE | AT8 (1 Wo.)AT | CH11 (1 Wo.)CH | UK10 (1 Wo.)UK | US74 (1 Wo.)US | Erstveröffentlichung: 14. Juni 2024                                         |

grau schraffiert: keine Chartdaten aus diesem Jahr verfügbar

### Livealben
| Jahr | Titel Interpretation                                     | Höchstplatzierung, Gesamtwochen, AuszeichnungChartplatzierungen (Jahr, Titel, Interpretation, Platzierungen, Wochen, Auszeichnungen, Anmerkungen) | Höchstplatzierung, Gesamtwochen, AuszeichnungChartplatzierungen (Jahr, Titel, Interpretation, Platzierungen, Wochen, Auszeichnungen, Anmerkungen) | Höchstplatzierung, Gesamtwochen, AuszeichnungChartplatzierungen (Jahr, Titel, Interpretation, Platzierungen, Wochen, Auszeichnungen, Anmerkungen) | Höchstplatzierung, Gesamtwochen, AuszeichnungChartplatzierungen (Jahr, Titel, Interpretation, Platzierungen, Wochen, Auszeichnungen, Anmerkungen) | Höchstplatzierung, Gesamtwochen, AuszeichnungChartplatzierungen (Jahr, Titel, Interpretation, Platzierungen, Wochen, Auszeichnungen, Anmerkungen) | Anmerkungen                                               |
| Jahr | Titel Interpretation                                     | DE | AT | CH | UK | US | Anmerkungen                                               |
| ---- | -------------------------------------------------------- | --- | --- | --- | --- | --- | --------------------------------------------------------- |
| 1976 | Wings over America Wings                                 | DE9 (19 Wo.)DE | AT12 (13 Wo.)AT | — | UK8 Gold · (23 Wo.)UK | US1 Platin · (90 Wo.)US | Erstveröffentlichung: 10. Dezember 1976                   |
| 1990 | Tripping the Live Fantastic Paul McCartney               | — | — | — | — | US26 (16 Wo.)US | Erstveröffentlichung: 26. November 1990                   |
| 1990 | Tripping the Live Fantastic – Highlights! Paul McCartney | DE28 (11 Wo.)DE | — | CH27 (4 Wo.)CH | UK17 Gold · (11 Wo.)UK | US141 Platin · (9 Wo.)US | Erstveröffentlichung: November 1990                       |
| 1991 | Unplugged (The Official Bootleg) Paul McCartney          | — | — | CH39 (1 Wo.)CH | UK7 (3 Wo.)UK | US14 (8 Wo.)US | Erstveröffentlichung: 3. April 1991                       |
| 1993 | Paul Is Live Paul McCartney                              | DE44 (10 Wo.)DE | AT38 (2 Wo.)AT | — | UK34 (2 Wo.)UK | US78 Gold · (4 Wo.)US | Erstveröffentlichung: 8. November 1993                    |
| 2002 | Back in the U.S. Paul McCartney                          | DE39 Gold · (11 Wo.)DE | — | CH91 (2 Wo.)CH | — | US8 ×2Doppelplatin · (15 Wo.)US | Erstveröffentlichung: 26. November 2002                   |
| 2003 | Back in the World Paul McCartney                         | DE10 (12 Wo.)DE | AT17 (10 Wo.)AT | CH68 (3 Wo.)CH | UK5 Gold · (14 Wo.)UK | US— n.v.US | Erstveröffentlichung: 17. März 2003                       |
| 2007 | iTunes Festival London Paul McCartney                    | — | — | — | — | — | Erstveröffentlichung: August 2007 Download Live-EP        |
| 2007 | The McCartney Years [DVD] Paul McCartney                 | DE95 (1 Wo.)DE | — | — | — | US— ×2DoppelplatinUS | Erstveröffentlichung: November 2007                       |
| 2009 | Amoeba’s Secret Paul McCartney                           | — | — | — | — | US119 (1 Wo.)US | Erstveröffentlichung: 16. Februar 2009 Live-EP-CD Version |
| 2009 | Good Evening New York City Paul McCartney                | DE54 (5 Wo.)DE | — | — | UK28 Silber · (4 Wo.)UK | US16 Gold · (10 Wo.)US | Erstveröffentlichung: 13. November 2009                   |
| 2012 | iTunes Live from Capitol Studios Paul McCartney          | — | — | — | — | US190 (1 Wo.)US | Erstveröffentlichung: März 2012 Download-Album            |
| 2019 | Amoeba Gig Paul McCartney                                | DE28 (1 Wo.)DE | — | — | UK82 (1 Wo.)UK | — | Erstveröffentlichung: 12. Juli 2019                       |

grau schraffiert: keine Chartdaten aus diesem Jahr verfügbar

### Kompilationen
| Jahr | Titel Interpretation                                                      | Höchstplatzierung, Gesamtwochen, AuszeichnungChartplatzierungen (Jahr, Titel, Interpretation, Platzierungen, Wochen, Auszeichnungen, Anmerkungen) | Höchstplatzierung, Gesamtwochen, AuszeichnungChartplatzierungen (Jahr, Titel, Interpretation, Platzierungen, Wochen, Auszeichnungen, Anmerkungen) | Höchstplatzierung, Gesamtwochen, AuszeichnungChartplatzierungen (Jahr, Titel, Interpretation, Platzierungen, Wochen, Auszeichnungen, Anmerkungen) | Höchstplatzierung, Gesamtwochen, AuszeichnungChartplatzierungen (Jahr, Titel, Interpretation, Platzierungen, Wochen, Auszeichnungen, Anmerkungen) | Höchstplatzierung, Gesamtwochen, AuszeichnungChartplatzierungen (Jahr, Titel, Interpretation, Platzierungen, Wochen, Auszeichnungen, Anmerkungen) | Anmerkungen |
| Jahr | Titel Interpretation                                                      | DE | AT | CH | UK | US | Anmerkungen |
| ---- | ------------------------------------------------------------------------- | --- | --- | --- | --- | --- | --- |
| 1978 | Wings Greatest Wings / Paul McCartney / Linda McCartney                   | DE18 (14 Wo.)DE | — | — | UK5 Platin · (32 Wo.)UK | US29 Platin · (18 Wo.)US | Erstveröffentlichung: Dezember 1978 |
| 1987 | All the Best! Paul McCartney / Linda McCartney / Wings                    | DE9 (21 Wo.)DE | AT23 Gold · (4 Wo.)AT | CH11 (9 Wo.)CH | UK2 ×3Dreifachplatin · (26 Wo.)UK | US62 ×2Doppelplatin · (17 Wo.)US | Erstveröffentlichung: 2. November 1987 |
| 2001 | Wingspan: Hits and History Paul McCartney / Linda McCartney / Wings       | DE20 (5 Wo.)DE | AT28 (4 Wo.)AT | — | UK5 Gold · (7 Wo.)UK | US2 ×2Doppelplatin · (14 Wo.)US | Erstveröffentlichung: 7. Mai 2001 |
| 2016 | Pure McCartney Paul McCartney / Linda McCartney / Wings / The Fireman     | DE7 (9 Wo.)DE | AT14 (3 Wo.)AT | CH25 (5 Wo.)CH | UK3 Gold · (10 Wo.)UK | US15 (4 Wo.)US | Erstveröffentlichung: 10. Juni 2016 |
| 2022 | McCartney I / II / III Paul McCartney                                     | DE19 (1 Wo.)DE | — | CH96 (1 Wo.)CH | — | — | Erstveröffentlichung: 5. August 2022 Diese Box enthält die drei McCartney-Alben von Capitol Records im CD-Format, im Vinyl-Format sowie im farbigen Vinyl (McCartney: Klar, McCartney II: weiß, McCartney III: cremeweiß). |
| 2022 | The 7" Singles Box Paul McCartney / Linda McCartney / Wings / The Fireman | — | — | — | — | US126 (2 Wo.)US | Erstveröffentlichung: Dezember 2022 Diese Box enthält 80 Singles (A- und B-Seiten) von Paul McCartney, Wings und The Fireman. Die Veröffentlichung erfolgte im 7" Vinyl und Download-Format).                              |

grau schraffiert: keine Chartdaten aus diesem Jahr verfügbar
Weitere Kompilationen
- 1981: Paul McCartney und Wings, 12 Titel, Best-of-Kompilation von 1970 bis 1980, Wings (DDR)
- 1998: The Greatest, limitierte 17-Titel-Kompilation von Toshiba-EMI von 1970 bis 1997 (Japan)

### Klassische Werke
| Jahr | Titel Interpretation                                            | Höchstplatzierung, Gesamtwochen, AuszeichnungChartplatzierungen (Jahr, Titel, Interpretation, Platzierungen, Wochen, Auszeichnungen, Anmerkungen) | Höchstplatzierung, Gesamtwochen, AuszeichnungChartplatzierungen (Jahr, Titel, Interpretation, Platzierungen, Wochen, Auszeichnungen, Anmerkungen) | Höchstplatzierung, Gesamtwochen, AuszeichnungChartplatzierungen (Jahr, Titel, Interpretation, Platzierungen, Wochen, Auszeichnungen, Anmerkungen) | Höchstplatzierung, Gesamtwochen, AuszeichnungChartplatzierungen (Jahr, Titel, Interpretation, Platzierungen, Wochen, Auszeichnungen, Anmerkungen) | Höchstplatzierung, Gesamtwochen, AuszeichnungChartplatzierungen (Jahr, Titel, Interpretation, Platzierungen, Wochen, Auszeichnungen, Anmerkungen) | Anmerkungen                              |
| Jahr | Titel Interpretation                                            | DE | AT | CH | UK | US | Anmerkungen                              |
| ---- | --------------------------------------------------------------- | --- | --- | --- | --- | --- | ---------------------------------------- |
| 1991 | Paul McCartney’s Liverpool Oratorio Paul McCartney & Carl Davis | — | — | — | UK36 (4 Wo.)UK | US177 (6 Wo.)US | Erstveröffentlichung: Oktober 1991       |
| 1997 | Standing Stone Paul McCartney                                   | — | — | — | — | US194 (1 Wo.)US | Erstveröffentlichung: September 1997     |
| 1999 | Working Classical Paul McCartney                                | — | — | — | — | — | Erstveröffentlichung: November 1999      |
| 2006 | Ecce Cor Meum Paul McCartney                                    | — | — | — | — | — | Erstveröffentlichung: September 2006     |
| 2011 | Ocean’s Kingdom Paul McCartney                                  | — | — | — | — | US143 (1 Wo.)US | Erstveröffentlichung: 30. September 2011 |

### Andere Projekte
| Jahr | Titel Interpretation                                                       | Höchstplatzierung, Gesamtwochen, AuszeichnungChartplatzierungen (Jahr, Titel, Interpretation, Platzierungen, Wochen, Auszeichnungen, Anmerkungen) | Höchstplatzierung, Gesamtwochen, AuszeichnungChartplatzierungen (Jahr, Titel, Interpretation, Platzierungen, Wochen, Auszeichnungen, Anmerkungen) | Höchstplatzierung, Gesamtwochen, AuszeichnungChartplatzierungen (Jahr, Titel, Interpretation, Platzierungen, Wochen, Auszeichnungen, Anmerkungen) | Höchstplatzierung, Gesamtwochen, AuszeichnungChartplatzierungen (Jahr, Titel, Interpretation, Platzierungen, Wochen, Auszeichnungen, Anmerkungen) | Höchstplatzierung, Gesamtwochen, AuszeichnungChartplatzierungen (Jahr, Titel, Interpretation, Platzierungen, Wochen, Auszeichnungen, Anmerkungen) | Anmerkungen                                |
| Jahr | Titel Interpretation                                                       | DE | AT | CH | UK | US | Anmerkungen                                |
| ---- | -------------------------------------------------------------------------- | --- | --- | --- | --- | --- | ------------------------------------------ |
| 1967 | The Family Way Paul McCartney & George Martin                              | — | — | — | — | — | Erstveröffentlichung: Januar 1967          |
| 1977 | Thrillington Paul McCartney als Percy Thrillington                         | — | — | — | — | — | Erstveröffentlichung: April 1977           |
| 1981 | The McCartney Interview Paul McCartney                                     | — | — | — | UK34 (4 Wo.)UK | US158 (3 Wo.)US | Erstveröffentlichung: Februar 1981         |
| 1993 | Strawberries Oceans Ships Forest The Fireman                               | — | — | — | — | — | Erstveröffentlichung: November 1993        |
| 1998 | Rushes The Fireman                                                         | — | — | — | — | — | Erstveröffentlichung: September 1998       |
| 2000 | Liverpool Sound Collage Paul McCartney mit den Super Furry Animals & Youth | — | — | — | — | — | Erstveröffentlichung: August 2000          |
| 2005 | Twin Freaks Paul McCartney als Twin Freaks                                 | — | — | — | — | — | Erstveröffentlichung: Juni 2005            |
| 2008 | Electric Arguments The Fireman                                             | DE100 (1 Wo.)DE | — | CH88 (1 Wo.)CH | UK79 (1 Wo.)UK | US67 (10 Wo.)US | Erstveröffentlichung: November 2008        |
| 2021 | McCartney III Imagined Paul McCartney mit verschiedenen Remixern           | — | — | — | UK13 (1 Wo.)UK | US19 (1 Wo.)US | Erstveröffentlichung: April 2021 (Digital) |

grau schraffiert: keine Chartdaten aus diesem Jahr verfügbar

### Weitere Veröffentlichungen

#### Promo-Alben
Promotionveröffentlichungen dienen zu Werbezwecken und wurden, bzw. werden, von Plattenfirmen an Radiosender versandt; sie gelangen offiziell nicht in den Verkauf. Die folgenden aufgeführten Promotionveröffentlichungen unterscheiden sich entweder deutlich in der Form des Inhalts von den späteren offiziellen Veröffentlichungen oder blieben gänzlich individuelle Kompilationen.
- 1971: Brung to Ewe by Ram, USA-Promo (15 Radiospots für Ram)
- 1971: Ram, USA-Promo (alternativer Mono-Mix von Ram)
- 1973: Band on the Run – Interview Album, USA-Promo
- 1979: Back to the Egg, UK-Promo-Picture-Disc
- 1987: All the Best! UK, Promo-Singlebox (Inhalt: 9 Singles)
- 1990: Paul McCartney Rocks, 10 Titel, USA-Promo-Kompilation von 1971 bis 1990
- 1993: The New World Sampler, 34 Titel (2 CD), USA-Promo-Kompilation von 1970 bis 1993
- 1993: The Paul McCartney Collection, 18 Titel, UK-Promo-Kompilation von 1970 bis 1989
- 1993: Paul Is Live Album-Sampler, 5 Titel, deutsche Promo-Kompilation zum Album
- 1999: Run Devil Run, 5 Titel, UK-Promo-Kompilation zum Album
- 1999: Working Classical, 4 Titel, Promo-Kompilation zum Album für Europa
- 2000: Highlights from a Garland for Linda 3 Titel, UK-Kompilation zum Album
- 2001: Wingspan: Hits and History, 8 Titel, Europa-Kompilation zum Album inklusive 8 Kommentaren von Paul McCartney zu jedem der Titel
- 2001: Wingspan – Special Advanced Sampler, 10 Titel, USA-Promo-Kompilation zum Album
- 2001: Driving Rain, 15 Titel, UK-Promo-Kompilation zum Album ohne das Lied Freedom
- 2001: Driving Rain, 6 Titel, USA-Promo-Kompilation zum Album
- 2002: Talk in the U.S., 6 Titel und 5 Interviewausschnitte von Paul McCartney, USA-Promo-Kompilation zum Album Back in the U.S.
- 2002: Back in the U.S., 17 Titel, USA-Promo-Kompilation zum Album
- 2003: Back in the World, 5 Titel, UK-Promo-Kompilation zum Album
- 2004: Classical McCartney, 29 Titel, USA-Promo-Kompilation von Liverpool Oratorio, Standing Stone und Working Classical
- 2005: Motor of Love, 10 Titel, USA-Promo-Kompilation von 1971 bis 2005, inklusive Drive My Car (Live) – 6. Februar 2005 Super Bowl XXXIX Halftime Show und The Long and Winding Road (Live) – 5. Mai 2002 Anaheim, USA
- 2005: Never Stop Doing What You Love, 15 Titel, USA-Promo-Kompilation von 1971 bis 1997
- 2007: The McCartney Years Sampler, 8 Titel, Europa-Promo-Audio-CD inklusive Jet (Live from ROCKSHOW)
- 2008: Electric Arguments, 4 Titel, französische Promo-Kompilation zum Album
- 2012: iTunes Live from Capitol Studios, 9 Titel, USA-Promo-Kompilation zum Download-Album
- 2012: Kisses on the Bottom – Complete Kisses (iTunes Exclusive), Doppel CD: CD eins: Tracks 1–22, CD zwei: Tracks 23–31, ansonsten nur als Download erhältlich, USA-Promo
- 2013: Wings over America 11 Titel, EU-Promo-Kompilation zur Wiederveröffentlichung des Albums

#### Weitere Projekte
- 1974: McGear, Wingsproduktion mit Mike McCartney
- 1977: Holly Days, Wingsproduktion mit Denny Laine
- 1980: Japanese Tears, Wingsproduktion mit Denny Laine
- 1981: Concert for the People of Kampuchea, Live 1979, Benefizalbum mit 6 Titeln von Wings/Rockestra
- 1998: Wide Prairie, Linda McCartney, produziert von Paul McCartney
- 2000: A Garland for Linda, klassische Musik
- 2001: Concert for New York City, Benefiz-Livealbum mit 4 Titeln von Paul McCartney
- 2003: Concert for George, Live-Tributealbum mit 4 Titeln von Paul McCartney
- 2014: Destiny (Original Soundtrack), Videospiel-Soundtrack, als Interpreten werden Martin O’Donnell, Michael Salvatori, C Paul Johnson & Paul McCartney aufgeführt
- 2019: Hey Grandude! Hörbuch, von Paul McCartney besprochen
- 2021: Grandude’s Green Submarine Hörbuch, von Paul McCartney besprochen

#### Sondereditionen und Limitierte Alben
- 1978: Band on the Run, Veröffentlichung als Picture-Disc (USA), in rosafarbenem Vinyl (Niederlande) und in gelbem Vinyl (Frankreich)
- 1989: Flowers in the Dirt – World Tour Pack, plus – 7″/3″-CD Party Party (UK/USA)
- 1990: Flowers in the Dirt, plus – Special Package – 9-Titel-CD, inklusive P.S. Love Me Do (Japan)
- 1991: Paul McCartney’s Liverpool Oratorio, plus 3″-Interview-CD (Japan)
- 1992: Selections from Paul McCartney’s Liverpool Oratorio, auf 77 Minuten gekürzte Einzel-CD (UK)
- 1993: Off the Ground, plus 2-Titel-Bonus-CD (Japan)
- 1993: Off the Ground – The Complete Works, plus 12-Titel-Bonus-CD
- 1996: Band on the Run, DTS 5.1-Mix (USA) – Neuveröffentlichung im Jahr 2001
- 1996: Venus and Mars, DTS 5.1-Mix (USA) – Neuveröffentlichung im Jahr 2001
- 1997: Oobu Joobu-Ecology, limitierte 9-Titel-Kompilation von Raritäten (Vertrieb von Best Buy in den USA)
- 1999: Band on the Run: 25th Anniversary Edition, plus einer Bonus-CD
- 1999: Run Devil Run, plus Interview-CD
- 1999: Run Devil Run, Single-Box, Inhalt: 8 Singles (UK)
- 2002: Back in the U.S., plus DVD-Soundcheck von Matchbox (Vertrieb von Best Buy in den USA)
- 2005: Chaos and Creation in the Backyard, Bonustitel: She Is so Beautiful (Japan)
- 2005: Chaos and Creation in the Backyard Special Edition, plus DVD (Dokumentation und Videos)
- 2007: Memory Almost Full, Bonustitel: Why so Blue (Japan)
- 2007: Memory Almost Full, plus 4 Bonustitel, CD inklusive Interview
- 2007: Memory Almost Full, inklusive 3 Bonustitel und einer DVD (Live at the Electric Ballroom, London, 5 Titel plus 2 Videos)
- 2007: Amoeba’s Secret, 4 Titel, Live-12″-EP (USA)
- 2009: Electric Arguments, Sonderausgabe in einer 12″-Metallbox, Inhalt: CD 1: das Album (CD); CD 2: sieben Remixes (Bonustracks-CD); DVD 1: das Album, Remix von Highway, zwei Videos und Studiodokumentation (high-resolution stereo audio & bonus video DVD); DVD 2: die Audiospuren zu fünf Titeln (multi-track audio files data DVD); das 12″-Vinyl-Doppelalbum; ein 48-seitiger Bildband (12″) sowie zwei Lithografien
- 2009: Good Evening New York City – Deluxe Edition, mit einer weiteren (Bonus-)DVD (Inhalt: Live on the Late Show with David Letterman: 7 Live-Titel; Good Evening People (Audience Documentary Film); I’m Down (Full Performance))
- 2010: Paul McCartney Live in Los Angeles, 12 Titel, Live-CD (Amoeba Secret Show) als Beilage der Mail on Sunday Januar-Ausgabe (UK)
- 2010: Band on the Run Wiederveröffentlichung als Doppel-LP (neu remastert) inklusive sechs (Audio-)Titeln von dem Video One Hand Clapping
- 2010: Band on the Run (Deluxe-Version) Wiederveröffentlichung als Doppel-CD (neu remastert) inklusive sechs Titeln von dem Video One Hand Clapping sowie einer DVD, die unter anderem das Video One Hand Clapping beinhaltet
- 2010: Band on the Run (Super-Deluxe-Version) hat den gleichen Inhalt wie die Deluxe-Version mit einer zusätzlichen CD, die schon mit der Band on the Run: 25th Anniversary Edition veröffentlicht wurde, sowie einem 120-seitigen gebundenen Buch, weiterhin enthält die Ausgabe einen Code zum Download des Albums mit den Bonus-Titeln
- 2010: Band on the Run (Deluxe-Version) plus einer zusätzlichen DVD (Inhalt: Band on the Run 2010 EPK sowie drei Live-Videos von der DVD Good Evening New York City: Jet, Mrs. Vandebilt und Band on the Run (Vertrieb von Best Buy in den USA))
- 2011: McCartney Wiederveröffentlichung als Doppel-LP (neu remastert) inklusive sieben Bonus-Titeln
- 2011: McCartney (Special Edition) Wiederveröffentlichung als Doppel-CD (neu remastert) inklusive sieben Bonus-Titeln
- 2011: McCartney (Deluxe Edition) hat den gleichen Inhalt wie die „Special Edition“ zusätzlich mit einer DVD und einem 128-seitigen gebundenen Buch, weiterhin enthält die Ausgabe einen Code zum Download des Albums mit den Bonus-Titeln
- 2011: McCartney II Wiederveröffentlichung als Doppel-LP (neu remastert) inkl. acht Bonus-Titel
- 2011: McCartney II (Special Edition) Wiederveröffentlichung als Doppel-CD (neu remastert) inklusive acht Bonus-Titeln
- 2011: McCartney II (Deluxe Edition) hat den gleichen Inhalt wie die „Special Edition“ zusätzl ich mit einer DVD und einem 128-seitigen gebundenen Buch, weiterhin enthält die Ausgabe einen Code zum Download des Albums mit den Bonus-Titeln sowie eine dritte CD, die sieben Titel mit unveröffentlichten Originalversionen und eine gekürzte DJ-Version beinhaltet
- 2012: Kisses on the Bottom (Deluxe Edition) mit zwei Bonustiteln sowie einer Berechtigung zum Download von vier live eingespielten Liedern mit dem Titel Live From Capitol Studios
- 2012: Ram Wiederveröffentlichung als Doppel-LP (neu remastert) inklusive acht Bonus-Titeln
- 2012: Ram limitierte Wiederveröffentlichung der Promotion-LP (Mono-Mix, remastert) aus dem Jahr 1971 im weißen Cover
- 2012: Ram (Special Edition) Wiederveröffentlichung als Doppel-CD (neu remastert) inklusive acht Bonus-Titeln
- 2012: Ram (Deluxe Edition) hat den gleichen Inhalt wie die „Special Edition“ zusätzlich mit zwei weiteren CDs („Remastered Mono Album“ und „Thrillington“ (Instrumentalversion von Ram, im Juni 1971 aufgenommen)), einer DVD und einem 112-seitigen gebundenen Buch, einem 32-seitigen Heft mit Bildern und Notizen, einem kleinen Buch („A Small Book of Sheeps“) mit 38 Fotos, acht handgeschriebene Liedtexte als Faksimile und fünf Hochglanzfotos, weiterhin enthält die Ausgabe einen Code zum Download des Albums mit den Bonus-Titeln. Der gesamte Inhalt befindet sich in einer aufklappbaren Box.
- 2012: Ram (Download Edition) Veröffentlichung mit gleichen Inhalt wie die Doppel-CD mit zwei exklusiven Bonus-Titeln („Eat at Home/Smile Away (Live in Groningen, 1972)“ und „Uncle Albert (Jam)“)
- 2013: Wings over America (Limited Deluxe Edition) beinhaltet die remasterte Doppel-CD, zusätzlich mit einer weiteren CD („Wings over San Francisco-Live at the Cow Palace“, Inhalt: Acht Livetitel, die am 13. und 14. Juni 1976 aufgenommen wurden), einer DVD (Inhalt: Eine Tournee-Dokumentation „Wings over the World“ sowie ein Kurzfilm „Photographer’s Pass“) und einem 80-seitigen gebundenen Buch („The Ocean View“) mit Zeichnungen von Humphrey Ocean, einem 60-seitigen Buch („Look !“) mit Bildern von Linda McCartney, einem 112-seitigen Buch („Wings over America“) von David Fricke mit Fotos und Erläuterungen zur Tournee, ein 136-seitiges Buch („Wings over America 76“) enthält neben den eingelegten drei CDs und der DVD, unter anderen Tourpässe, Eintrittskarten, Promotionfotos und Promotiontexte, Einladung zur Tourparty, die „Setlist“ sowie das 32-seitige Tourheft als Faksimile, drei Hochglanzfotos, Fotos von fünf Stadien, weiterhin enthält die Ausgabe einen Code zum Download des Albums mit den Bonus-Titeln. Der gesamte Inhalt befindet sich in einer Schuber-Box
- 2013: Wings over America (Exclusive-Version) plus einer zusätzlichen CD („Wings over San Francisco-Live at the Cow Palace“, Inhalt: Acht Livetitel, die am 13. und 14. Juni 1976 aufgenommen wurden), die CD ist auch Inhalt der Limited Super Deluxe Edition, Vertrieb von Best Buy in den USA
- 2013: New (Deluxe Edition) mit zwei Bonustiteln
- 2013: New (Deluxe Edition) mit zwei Bonustiteln sowie dem Lied Struggle (Japan)
- 2013: New (Deluxe Edition) mit zwei Bonustiteln sowie einer Interview-DVD mit Paul McCartney (Vertrieb von Target in den USA)
- 2014: New (Japan Tour Edition) mit drei Bonustiteln (inklusive des Liedes Struggle) sowie einer DVD, die ein Interview mit Paul McCartney, zwei Livevideos, zwei Musikvideos und eine Dokumentation enthält (Japan)
- 2014: New (Collector’s Edition) mit einer zusätzlichen CD, die sieben Titel enthält (drei Studio- und vier Live-Titel) sowie einer DVD, die Interviews und Auftritte mit Paul McCartney, vier Musikvideos eine Dokumentation sowie Weiteres enthält
- 2014: Venus and Mars Wiederveröffentlichung als Doppel-LP (neu remastert) inkl. 14 Bonus-Titel
- 2014: Venus and Mars (Deluxe Edition) Das originale 13-Track-Album mit einer Bonus-CD (14 Titel), einem 128-seitigen gebundenen Buch mit weiteren Beilagen sowie einer DVD
- 2014: Wings at the Speed of Sound Wiederveröffentlichung als Doppel-LP (neu remastert) inkl. sieben Bonus-Titel
- 2014: Wings at the Speed of Sound (Deluxe Edition) Das originale 11-Track-Album mit einer Bonus-CD (7 Titel), einem 112-seitigen gebundenen Buch mit weiteren Beilagen sowie einer DVD
- 2015: Tug of War Wiederveröffentlichung als Doppel-LP (neu remastert) inkl. 11 Bonus-Titel
- 2015: Tug of War (Deluxe Edition) Das im Jahr 2015 neu abgemischte 12-Track-Album mit einer Bonus-CD (11 Titel), einer weiteren Bonus-CD mit der originalen Abmischung und einem 112-seitigen sowie einem 64-seitigen gebundenen Buch mit weiteren Beilagen und einer DVD
- 2015: Pipes of Peace Wiederveröffentlichung als Doppel-LP (neu remastert) inkl. 9 Bonus-Titel
- 2015: Pipes of Peace (Deluxe Edition) Das 11-Track-Album mit einer Bonus-CD (9 Titel) und einem 112-seitigen sowie einem 64-seitigen gebundenen Buch mit weiteren Beilagen und einer DVD
- 2017: Flowers in the Dirt Wiederveröffentlichung als Doppel-LP (neu remastert) inkl. 9 Bonus-Titel
- 2017: Flowers in the Dirt (Deluxe Edition) Das 13-Track-Album mit zwei Bonus CDs (10 und 9 Titel) und einem 112-seitigen bebilderten Buch, das die Entstehung des Albums dokumentiert, ein 32-seitiges Buch, das die handgeschriebenen Texte von Paul McCartney abbildet, ein 62-seitiges Buch, das Bilder zu den beiden Musikvideos von This One zeigt, sowie ein 32-seitiges Buch, das 20 Bilder von Linda McCartney enthält, die in der Mayor Gallery in London zwischen dem 22. November und 22. Dezember 1989 ausgestellt wurden und einer DVD. Darüber hinaus liegt der Deluxe Version noch ein Download-Code bei mit dem der Käufer berechtigt ist, neben dem Inhalt der drei erwähnten CDs, noch zusätzlich 17 Lieder, die sich nicht auf den CDs befinden, kostenlos zu erwerben.
- 2017: Capitol Records veröffentlichte folgende Vinyl-Alben auf 180 Gramm buntem Vinyl gepresst:

1. McCartney: rotes Vinyl
2. Ram: gelbes Vinyl
3. Band on the Run: weißes Vinyl
4. Venus and Mars: gelb/rotes Vinyl
5. Wings at the Speed of Sound: oranges Vinyl
6. McCartney II: klares Vinyl
7. Tug of War: blaues Vinyl
8. Pipes of Peace: silbernes Vinyl

- 2018: Capitol Records veröffentlichte folgende Vinyl-Alben auf 180 Gramm buntem Vinyl gepresst:

1. Thrillington: rot-marmoriertes Vinyl
2. Wings Greatest: blaues Vinyl
3. Chaos and Creation in the Backyard: goldenes Vinyl
4. New: durchsichtiges rosa Vinyl

- 2018: Egypt Station Veröffentlichung als Doppel-LP auf rotem, grünem sowie orangefarbenem/blauem (jeweils eine Schallplatte) Vinyl
- 2018: Wild Life Wiederveröffentlichung als Doppel-LP (neu remastert) inkl. 17 Bonus-Titel
- 2018: Wild Life (Deluxe Edition) Die Deluxe Edition enthält das originale 10-Track-Album mit zwei Bonus-CDs, mit 17 bzw. acht Liedern und eine DVD. Diese Ausgabe enthält ein 128-seitiges bebildertes Buch, das die Entstehung des Albums dokumentiert, sowie eine aufklappbare Mappe, in der sich zwölf Fotos (es werden die Mitglieder der Wings gezeigt) in zwei durchsichtigen Pergamenthüllen befinden, ein Faksimile eines 48-seitiges Notizbuch, das Ideen zu Liedern und Tourneeaufzeichnungen aufzeigt sowie ein roter Umschlag, der eine Einladung zur Präsentation des Albums am 8. November 1971 beinhaltet. Die drei CDs und die DVD sind in einer doppelt aufklappbaren Papphülle eingelegt. Das Buch, die Mappe und die Papphülle für die CDs/DVD befinden sich in einer braunen Pappbox, das auf der Vorderseite eine Zeichnung der Wings von Paul McCartney und auf der Rückseite den Schriftzug Wings Wild Life trägt.
- 2018: Red Rose Speedway Wiederveröffentlichung als Doppel-LP (neu remastert) inkl. 11 Bonus-Titel
- 2018: Red Rose Speedway Veröffentlichung eines am 30. Januar 1973 geplanten Doppel-Vinyl-Albums, dieses wurde rekonstruiert und auf der Deluxe-Version als CD und als Vinyl-Doppelalbum mit neuer Covergestaltung veröffentlicht.
- 2018: Red Rose Speedway (Deluxe Edition) Die Deluxe Edition enthält das originale 9-Track-Album mit zwei Bonus-CDs, mit 18 bzw. 17 Liedern und eine DVD. Diese Ausgabe enthält ein 128-seitiges bebildertes Buch, das die Entstehung des Albums dokumentiert, sowie eine gelbe aufklappbare Mappe, die den Titel The Bruce McMouse Show trägt. In der Mappe befindet sich eine DVD und eine Blu-ray, die jeweils den bisher unveröffentlichten, teilweise animierten, Konzertfilm gleichen Namens enthalten, dazu beinhaltet die Mappe 14 Skizzenblätter als Faksimile sowie die Dialogue Sheets als Heft. Weiterhin ist ein 64-seitiges Fotobuch mit dem Titel Wings over Morocco beigelegt, das Fotos der Wings zeigt, als sich die Gruppe in Marrakesch in Marokko befand und das TV Special James Paul McCartney plante. Die drei CDs und die DVD sind in einer doppelt aufklappbaren Papphülle eingelegt. Das Buch, die Mappe, das Fotobuch und die Papphülle für die CDs/DVD befinden sich in einer Hochglanz-Pappbox, das auf der Vorder- und Rückseite Fotos aus der Fotoreihe, die für das Cover des Albums verwendet wurden, zeigt.
- 2018: Wild Life/Red Rose Speedway (Super-Deluxe-Edition) Weiterhin wurde noch eine limitierte Superdeluxe-Box veröffentlicht, die neben den Deluxe-Versionen von Wild Life und Red Rose Speedway, ein 96-seitiges Fotobuch mit dem Titel Wings Over Europe, ein Nachdruck des 1972er Tourprogramms und einer CD, die 20 Liveaufnahmen aus den Jahren 1972 und 1973 enthält. Der gesamte Inhalt befindet sich in einem farbigen Pappschuber.
- 2019: Egypt Station Explorer’s Edition Veröffentlichung als Dreifach-LP auf magentafarbenem (2-LP: Egypt Station) und rosafarbenem Vinyl (Egypt Station II)
- 2019: Egypt Station Traveller’s Edition Box Set ein auf 3000 Exemplare limitierter Koffer, der Inhalt des blauen Koffers besteht aus dem Doppel-Vinyl-Album, einer CD, einer Musikkassette und dem Einzelalbum Egypt Station II als Vinyl-Album und CD. Das Einzelalbum hat eine eigenständige Covergestaltung. Der weitere Inhalt des Koffers ist ein Puzzle, Spielkarten, Sticker, Lithografien und Kopien handgeschriebener Texte sowie weitere Beilagen.
- 2019: Capitol Records veröffentlichte folgende Vinyl-Alben auf 180 Gramm buntem Vinyl gepresst:

1. Wings over America: rotes (1-LP), grünes (1-LP) und blaues (1-LP) Vinyl
2. Paul Is Live: hell-blaues (1-LP) und pfirsich-weißes (1-LP) Vinyl
3. Снова в СССР: gelbes Vinyl
4. Amoeba Gig: klares (1-LP) und bernsteinfarbenes (1-LP) Vinyl

- 2020: Flaming Pie Wiederveröffentlichung als Doppel-LP (ohne Bonus-Titel) und als Dreifach-LP (jeweils neu remastert) inkl. 11 Bonus-Titel
- 2020: Flaming Pie Deluxe Edition (Deluxe Edition) Diese Ausgabe enthält neben dem originalen Album noch weitere vier CDs mit Bonusmaterial sowie zwei DVDs mit dem Video In The World Tonight sowie Musikvideos und Specials. Die CDs und DVDs sind in einer doppel-aufklappbaren Hartpappe eingelegt, zuzüglich einem 30-seitigem Heft, das neben den Liedtexten Informationen zu dem Album und dem Bonusmaterial enthält. Weiterhin enthält die Box ein 128-seitiges bebildertes Buch, das die Entstehung des Albums dokumentiert. In diesem Buch ist ein 10-seitiges Heftchen eingelegt, das sechs Kochrezepte von Linda McCartney enthält. Ein 36-seitiges Buch, das die handgeschriebenen Notizen von John Hammel abbildet, eingelegt sind sieben Fotos. Ein Briefumschlag, der eine Ausgabe des Club Sandwich (Fan Club-Heft) beinhaltet, das sich mit dem Album befasst. Ein weiterer Umschlag enthält elf Blätter mit handgeschriebenen Liedtexten von Paul McCartney für acht Lieder sowie die aufklappbare Werbebroschüre The Flame und ein Plektrum. Der aufklappbaren Box liegt noch ein Downloadcode bei mit der der Käufer, die High-Resolution-Audioversionen der Lieder kostenlos erwerben kann.[4]
- 2020: Flaming Pie Collectors Edition Der Inhalt besteht aus der oben aufgeführten Deluxe Edition (5-CD/2-DVD) zuzüglich der Vinyl-Version (3-LP). Exklusiv enthalten ist eine 12"-Schallplatte, die auf der A-Seite das Lied The Ballad of the Skeletons beinhaltet, die B-Seite ist nicht bespielbar. Weiterhin sind in der Box sechs Kunstdrucke von Linda McCartney.
- 2020: McCartney Wiederveröffentlichung im Rahmen des Record Store Days als Half-Speed-Mastered Vinylalbum von Capitol Records, auf schwarzen Vinyl.
- 2020: McCartney III Veröffentlichung auf orangen, roten, weißen, rosa, grünen, blauen, klaren und gelben (mit zwei schwarzen Halbkreisen am Rand) Vinyl.
- 2020: McCartney III Neben der handelsüblichen CD noch vier weitere CDs veröffentlicht, die jeweils einen eigenen Bonustitel beinhalten. Die vier CDs haben jeweils auf dem Frontcover einen weißen, roten, blauen oder gelben Würfel abgebildet. Die vier CDs gab es auch mit der jeweiligen farbigen (weißen, roten, blauen, gelben) Zusatzausstattung (Würfel, Gesichtsmaske, Kappe und T-Shirt).
- 2021: Ram Wiederveröffentlichung als Half-Speed-Mastered Vinylalbum von Capitol Records, auf schwarzem Vinyl.
- 2022: Wild Life Wiederveröffentlichung als Half-Speed-Mastered Vinylalbum von Capitol Records, auf schwarzem Vinyl.
- 2023: Red Rose Speedway Wiederveröffentlichung als Half-Speed-Mastered Vinylalbum von Capitol Records, auf schwarzem Vinyl.
- 2024: Band on the Run Wiederveröffentlichung als Half-Speed-Mastered Vinylalbum von Capitol Records, auf schwarzem Vinyl. Die Doppel CD/LP enthält zusätzlich das Album Band on the Run (Undubbed), das die vorläufigen Abmischungen der Lieder beinhaltet.

#### Download / Streaming-Alben
mp3
- 2007: iTunes Festival London, 6 Titel live, EP-Kompilation von 2007 (exklusiv nur bei iTunes)
- 2012: iTunes Live from Capitol Studios, 9 Titel Live-Kompilation aufgenommen am 9. Februar 2012 (exklusiv nur bei iTunes)
- 2012: Live in Los Angeles – The Extended, 14 Titel Live-Kompilation aufgenommen am 27. Juni 2007, mit bisher zwei unveröffentlichten Liedern Nod Your Head und House Of Wax (exklusiv nur bei Paul McCartney.com für Premium Members)
- 2012: Kisses on the Bottom – Complete Kisses, Kisses on the Bottom (Deluxe Edition) zuzüglich der Lieder The Christmas Song (Chestnuts Roasting On An Open Fire) (String Version) und My Valentine (Johnny Mandel original arrangement) sowie 13 Liedern vom Konzert Live from Capitol Studios vom 9. Februar 2012 (exklusiv nur bei iTunes)
- 2014: BBC Electric Proms 2007, 17 Lieder vom Konzert im Roundhouse, London, vom 25. Oktober 2007 (war von Dezember 2014 bis Februar 2015 verfügbar)

Apps
Die folgenden Apps sind über iTunes erhältlich:
- 2014: McCartney, Inhalt: 13 Lieder, acht Musikvideos und ein Interview mit Paul McCartney sowie Fotos
- 2014: Ram, Inhalt: 12 Lieder, fünf Musikvideos und ein Interview mit Paul McCartney sowie Fotos
- 2014: Band on the Run, Inhalt: 9 Lieder, sechs Musikvideos und ein Interview mit Paul McCartney sowie Fotos
- 2014: Wings over America, Inhalt: 28 Lieder, Filmdokumentation Wings over the World sowie vier digitale Bücher
- 2014: McCartney II, Inhalt: 11 Lieder, acht Musikvideos und ein Interview mit Paul McCartney sowie Fotos

Streaming-EPs
Die folgenden EPs sind über Streaming-Anbieter abrufbar:
- 2020: Home: Eat At Home / Cook of the House / Mull of Kintyre / Home Tonight / Every Night / Heart of the Country[5]
- 2020: Holidays: Wonderful Christmastime / Coming Up / Pipes of Peace / The Christmas Song (Chestnuts Roasting on an Fire) / Hosanna / Lady Madonna[6]
- 2020: Family: Mama’s Little Girl / Deliver your Children / Put it There / Heaven on a Sunday / Bip Bop / Little Woman Love[7]
- 2020: Love: Silly Love Songs / Waterfalls / Love is Strange / My Love / My Valentine / Maybe I’m Amazed[8]

## Singles
| Jahr | Titel Interpretation Album                                                                                    | Höchstplatzierung, Gesamtwochen, AuszeichnungChartplatzierungen (Jahr, Titel, Interpretation / Album, Platzierungen, Wochen, Auszeichnungen, Anmerkungen) | Höchstplatzierung, Gesamtwochen, AuszeichnungChartplatzierungen (Jahr, Titel, Interpretation / Album, Platzierungen, Wochen, Auszeichnungen, Anmerkungen) | Höchstplatzierung, Gesamtwochen, AuszeichnungChartplatzierungen (Jahr, Titel, Interpretation / Album, Platzierungen, Wochen, Auszeichnungen, Anmerkungen) | Höchstplatzierung, Gesamtwochen, AuszeichnungChartplatzierungen (Jahr, Titel, Interpretation / Album, Platzierungen, Wochen, Auszeichnungen, Anmerkungen) | Höchstplatzierung, Gesamtwochen, AuszeichnungChartplatzierungen (Jahr, Titel, Interpretation / Album, Platzierungen, Wochen, Auszeichnungen, Anmerkungen) | Anmerkungen                                                                                            |
| Jahr | Titel Interpretation Album                                                                                    | DE | AT | CH | UK | US | Anmerkungen                                                                                            |
| ---- | --- | --- | --- | --- | --- | --- | --- |
| 1971 | Another Day Paul McCartney –                                                                                  | DE6 (13 Wo.)DE | AT10 (8 Wo.)AT | CH7 (6 Wo.)CH | UK2 (12 Wo.)UK | US5 (12 Wo.)US | Erstveröffentlichung: 19. Februar 1971                                                                 |
| 1971 | Eat at Home Paul & Linda McCartney Ram                                                                        | DE28 (8 Wo.)DE | — | — | UK— n.v.UK | US— n.v.US | Erstveröffentlichung: 27. Juli 1971                                                                    |
| 1971 | Uncle Albert/Admiral Halsey Paul & Linda McCartney Ram                                                        | DE30 (4 Wo.)DE | AT— n.v.AT | CH— n.v.CH | UK— n.v.UK | US1 Gold · (13 Wo.)US | Erstveröffentlichung: 30. Juli 1971                                                                    |
| 1971 | The Back Seat of My Car Paul & Linda McCartney Ram                                                            | DE— n.v.DE | AT— n.v.AT | CH— n.v.CH | UK39 (5 Wo.)UK | US— n.v.US | Erstveröffentlichung: 13. August 1971                                                                  |
| 1972 | Give Ireland Back to the Irish Wings –                                                                        | — | — | — | UK16 (8 Wo.)UK | US21 (8 Wo.)US | Erstveröffentlichung: 28. Februar 1972                                                                 |
| 1972 | Mary Had a Little Lamb Wings –                                                                                | — | — | — | UK9 (11 Wo.)UK | US28 (7 Wo.)US | Erstveröffentlichung: 29. Mai 1972                                                                     |
| 1972 | Hi, Hi, Hi / C Moon Wings –                                                                                   | DE16 (17 Wo.)DE | — | — | UK5 (13 Wo.)UK | US10 (11 Wo.)US | Erstveröffentlichung: 31. Oktober 1972                                                                 |
| 1973 | My Love Paul McCartney & Wings Red Rose Speedway                                                              | DE43 (1 Wo.)DE | — | — | UK9 (11 Wo.)UK | US1 Gold · (18 Wo.)US | Erstveröffentlichung: 23. März 1973                                                                    |
| 1973 | Live and Let Die Paul McCartney & Wings –                                                                     | DE31 (6 Wo.)DE | — | — | UK9 Silber · (14 Wo.)UK | US2 Gold · (14 Wo.)US | Erstveröffentlichung: 1. Juni 1973                                                                     |
| 1973 | Helen Wheels Paul McCartney & Wings –                                                                         | DE33 (3 Wo.)DE | — | — | UK12 (12 Wo.)UK | US10 (13 Wo.)US | Erstveröffentlichung: 12. November 1973                                                                |
| 1974 | Mrs Vandebilt Paul McCartney & Wings Band on the Run                                                          | DE33 (2 Wo.)DE | — | — | UK— n.v.UK | US— n.v.US | Erstveröffentlichung: 11. Januar 1974                                                                  |
| 1974 | Jet Paul McCartney & Wings Band on the Run                                                                    | DE6 (18 Wo.)DE | — | — | UK7 (9 Wo.)UK | US7 (14 Wo.)US | Erstveröffentlichung: 18. Februar 1974                                                                 |
| 1974 | Band on the Run Paul McCartney & Wings Band on the Run                                                        | DE22 (9 Wo.)DE | — | — | UK3 (11 Wo.)UK | US1 Gold · (18 Wo.)US | Erstveröffentlichung: 8. April 1974                                                                    |
| 1974 | Junior’s Farm Paul McCartney & Wings –                                                                        | — | — | — | UK16 (10 Wo.)UK | US3 (17 Wo.)US | Erstveröffentlichung: 4. November 1974                                                                 |
| 1975 | Sally G Paul McCartney & Wings –                                                                              | DE— n.v.DE | AT— n.v.AT | CH— n.v.CH | UK— n.v.UK | US17 (? Wo.)US | B-Seite von Junior’s Farm                                                                              |
| 1975 | Listen to What the Man Said Wings Venus and Mars                                                              | DE42 (1 Wo.)DE | — | — | UK6 (8 Wo.)UK | US1 Gold · (14 Wo.)US | Erstveröffentlichung: 23. Mai 1975                                                                     |
| 1975 | Letting Go Wings Venus and Mars                                                                               | — | — | — | UK41 (3 Wo.)UK | US39 (6 Wo.)US | Erstveröffentlichung: August 1975                                                                      |
| 1975 | Venus and Mars/Rock Show Wings Venus and Mars                                                                 | — | — | — | — | US12 (9 Wo.)US | Erstveröffentlichung: 27. Oktober 1975                                                                 |
| 1976 | Silly Love Songs Wings Wings at the Speed of Sound                                                            | DE14 (13 Wo.)DE | — | — | UK2 (11 Wo.)UK | US1 Gold · (19 Wo.)US | Erstveröffentlichung: 25. März 1976                                                                    |
| 1976 | Let ’Em In Wings Wings at the Speed of Sound                                                                  | DE29 (4 Wo.)DE | — | — | UK2 (10 Wo.)UK | US3 Gold · (16 Wo.)US | Erstveröffentlichung: 28. Juni 1976                                                                    |
| 1977 | Maybe I’m Amazed (live) Wings Wings over America                                                              | — | — | — | UK28 (5 Wo.)UK | US10 (13 Wo.)US | Erstveröffentlichung: 25. Januar 1977                                                                  |
| 1977 | Mull of Kintyre Wings –                                                                                       | DE1 Gold · (31 Wo.)DE | AT1 (20 Wo.)AT | CH1 (18 Wo.)CH | UK1 ×2Doppelplatin · (17 Wo.)UK | US—US | Erstveröffentlichung: November 1977                                                                    |
| 1977 | Girls’ School Wings –                                                                                         | DE— n.v.DE | AT— n.v.AT | CH— n.v.CH | UK— n.v.UK | US33 (11 Wo.)US | Erstveröffentlichung: 11. November 1977                                                                |
| 1978 | With a Little Luck Wings London Town                                                                          | DE17 (13 Wo.)DE | AT19 (8 Wo.)AT | CH11 (7 Wo.)CH | UK5 (9 Wo.)UK | US1 (18 Wo.)US | Erstveröffentlichung: 24. März 1978                                                                    |
| 1978 | I’ve Had Enough Wings London Town                                                                             | — | — | — | UK42 (7 Wo.)UK | US25 (11 Wo.)US | Erstveröffentlichung: 12. Juni 1978                                                                    |
| 1978 | London Town Wings London Town                                                                                 | — | — | — | UK60 (4 Wo.)UK | US39 (8 Wo.)US | Erstveröffentlichung: 21. August 1978                                                                  |
| 1979 | Goodnight Tonight Wings –                                                                                     | DE34 (10 Wo.)DE | — | — | UK5 (10 Wo.)UK | US5 Gold · (16 Wo.)US | Erstveröffentlichung: 16. März 1979                                                                    |
| 1979 | Old Siam, Sir Wings Back to the Egg                                                                           | DE— n.v.DE | AT— n.v.AT | CH— n.v.CH | UK35 (6 Wo.)UK | US— n.v.US | Erstveröffentlichung: 17. August 1979                                                                  |
| 1979 | Getting Closer Wings Back to the Egg                                                                          | — | — | — | UK60 (3 Wo.)UK | US20 (10 Wo.)US | Erstveröffentlichung: 1. Juni 1979                                                                     |
| 1979 | Arrow Through Me Wings Back to the Egg                                                                        | DE— n.v.DE | AT— n.v.AT | CH— n.v.CH | UK— n.v.UK | US29 (10 Wo.)US | |
| 1979 | Wonderful Christmastime Paul McCartney –                                                                      | DE7 Platin · (41 Wo.)DE | AT10 (35 Wo.)AT | CH15 (30 Wo.)CH | UK6 ×2Doppelplatin · (59 Wo.)UK | US26 (16 Wo.)US | Erstveröffentlichung: 16. November 1979 Höchstplatzierung in AT und CH in 2018, in US 2023, in DE 2021 |
| 1980 | Coming Up Paul McCartney / Paul McCartney & Wings McCartney II                                                | DE11 (18 Wo.)DE | AT15 (2 Wo.)AT | — | UK2 Silber · (9 Wo.)UK | US1 Gold · (21 Wo.)US | Erstveröffentlichung: 11. April 1980                                                                   |
| 1980 | Waterfalls Paul McCartney McCartney II                                                                        | DE55 (1 Wo.)DE | — | — | UK9 (8 Wo.)UK | — | Erstveröffentlichung: 13. Juni 1980                                                                    |
| 1980 | Temporary Secretary Paul McCartney McCartney II                                                               | DE— n.v.DE | AT— n.v.AT | CH— n.v.CH | — | US— n.v.US | Erstveröffentlichung: 18. September 1980 nur als 12″                                                   |
| 1982 | Ebony and Ivory Paul McCartney (mit Stevie Wonder) Tug of War                                                 | DE1 (22 Wo.)DE | AT3 (18 Wo.)AT | CH2 (12 Wo.)CH | UK1 Gold · (10 Wo.)UK | US1 Gold · (19 Wo.)US | Erstveröffentlichung: 29. März 1982                                                                    |
| 1982 | Take It Away Paul McCartney Tug of War                                                                        | DE46 (9 Wo.)DE | — | — | UK15 (10 Wo.)UK | US10 (16 Wo.)US | Erstveröffentlichung: 18. Juni 1982                                                                    |
| 1982 | Tug of War Paul McCartney Tug of War                                                                          | — | — | — | UK53 (5 Wo.)UK | US53 (8 Wo.)US | Erstveröffentlichung: 17. September 1982                                                               |
| 1982 | The Girl Is Mine Michael Jackson & Paul McCartney –                                                           | DE53 (4 Wo.)DE | — | — | UK8 Silber · (12 Wo.)UK | US2 Platin · (18 Wo.)US | Erstveröffentlichung: 29. Oktober 1982                                                                 |
| 1983 | Say Say Say Paul McCartney & Michael Jackson Pipes of Peace                                                   | DE12 (19 Wo.)DE | AT10 (14 Wo.)AT | CH2 (17 Wo.)CH | UK2 Silber · (15 Wo.)UK | US1 Platin · (22 Wo.)US | Erstveröffentlichung: 3. Oktober 1983                                                                  |
| 1983 | Pipes of Peace Paul McCartney Pipes of Peace                                                                  | DE43 (8 Wo.)DE | — | — | UK1 Silber · (12 Wo.)UK | US—US | Erstveröffentlichung: 5. Dezember 1983                                                                 |
| 1983 | So Bad Paul McCartney Pipes of Peace                                                                          | DE— n.v.DE | AT— n.v.AT | CH— n.v.CH | UK— n.v.UK | US23 (14 Wo.)US | |
| 1984 | No More Lonely Nights (Ballad) Paul McCartney Give My Regards to Broad Street                                 | DE30 (10 Wo.)DE | AT15 (6 Wo.)AT | — | UK2 Silber · (15 Wo.)UK | US6 (18 Wo.)US | Erstveröffentlichung: 24. September 1984                                                               |
| 1984 | We All Stand Together Paul McCartney and the Frog Chorus –                                                    | — | — | — | UK3 Gold · (20 Wo.)UK | US— n.v.US | Erstveröffentlichung: 12. November 1984                                                                |
| 1985 | Spies Like Us Paul McCartney –                                                                                | — | — | — | UK13 (10 Wo.)UK | US7 (17 Wo.)US | Erstveröffentlichung: 18. November 1985                                                                |
| 1986 | Press Paul McCartney Press to Play                                                                            | DE53 (7 Wo.)DE | — | — | UK25 (9 Wo.)UK | US21 (11 Wo.)US | Erstveröffentlichung: 14. Juli 1976                                                                    |
| 1986 | Pretty Little Head Paul McCartney Press to Play                                                               | — | — | — | UK76 (2 Wo.)UK | US— n.v.US | |
| 1986 | Stranglehold Paul McCartney Press to Play                                                                     | DE— n.v.DE | AT— n.v.AT | CH— n.v.CH | UK— n.v.UK | US81 (6 Wo.)US | |
| 1986 | Only Love Remains Paul McCartney Press to Play                                                                | — | — | — | UK34 (5 Wo.)UK | — | |
| 1987 | Once Upon a Long Ago Paul McCartney All the Best!                                                             | DE13 (12 Wo.)DE | AT17 (10 Wo.)AT | CH10 (6 Wo.)CH | UK10 (7 Wo.)UK | US— n.v.US | Erstveröffentlichung: 16. November 1987                                                                |
| 1989 | My Brave Face Paul McCartney Flowers in the Dirt                                                              | DE29 (12 Wo.)DE | — | CH25 (3 Wo.)CH | UK18 (5 Wo.)UK | US25 (10 Wo.)US | Erstveröffentlichung: 8. Mai 1985                                                                      |
| 1989 | Ferry ’Cross the Mersey Gerry Marsden, Paul McCartney, Holly Johnson & The Christians –                       | DE5 (15 Wo.)DE | AT15 (8 Wo.)AT | CH11 (9 Wo.)CH | UK1 (7 Wo.)UK | — | |
| 1989 | This One Paul McCartney Flowers in the Dirt                                                                   | DE40 (22 Wo.)DE | AT8 (13 Wo.)AT | — | UK18 (6 Wo.)UK | US94 (3 Wo.)US | Erstveröffentlichung: 17. Juli 1987                                                                    |
| 1989 | Où est le soleil? Paul McCartney Flowers in the Dirt                                                          | — | — | — | — | — | nur als 12″                                                                                            |
| 1989 | Figure of Eight Paul McCartney Flowers in the Dirt                                                            | — | — | — | UK42 (… Wo.)UK | US92 (… Wo.)US | |
| 1990 | Put It There Paul McCartney Flowers in the Dirt                                                               | DE60 (10 Wo.)DE | — | — | UK32 (2 Wo.)UK | — | |
| 1990 | Birthday (live) Paul McCartney Tripping the Live Fantastic                                                    | — | — | — | UK29 (3 Wo.)UK | — | |
| 1990 | All My Trials (live) Paul McCartney Tripping the Live Fantastic                                               | DE— n.v.DE | AT— n.v.AT | CH— n.v.CH | UK35 (6 Wo.)UK | US— n.v.US | |
| 1991 | The Long and Winding Road (live) Paul McCartney Tripping the Live Fantastic                                   | — | — | — | UK— n.v.UK | US— n.v.US | |
| 1992 | Hope of Deliverance Paul McCartney Off the Ground                                                             | DE3 Gold · (27 Wo.)DE | AT4 (13 Wo.)AT | CH5 (27 Wo.)CH | UK18 (6 Wo.)UK | US83 (6 Wo.)US | Erstveröffentlichung: 28. Dezember 1992                                                                |
| 1993 | C’Mon People Paul McCartney Off the Ground                                                                    | DE41 (10 Wo.)DE | — | — | UK41 (3 Wo.)UK | — | Erstveröffentlichung: 22. Februar 1993                                                                 |
| 1993 | Off the Ground Paul McCartney Off the Ground                                                                  | DE54 (11 Wo.)DE | — | — | UK— n.v.UK | — | Erstveröffentlichung: 21. März 1993                                                                    |
| 1993 | Biker Like an Icon Paul McCartney Off the Ground                                                              | DE62 (5 Wo.)DE | — | — | UK— n.v.UK | — | |
| 1997 | Young Boy Paul McCartney Flaming Pie                                                                          | DE55 (9 Wo.)DE | AT30 (4 Wo.)AT | — | UK19 (3 Wo.)UK | US— n.v.US | Erstveröffentlichung: 28. April 1997                                                                   |
| 1997 | The World Tonight Paul McCartney Flaming Pie                                                                  | — | — | — | UK23 (2 Wo.)UK | US64 (10 Wo.)US | |
| 1997 | Beautiful Night Paul McCartney Flaming Pie                                                                    | — | — | — | UK25 (6 Wo.)UK | US— n.v.US | Erstveröffentlichung: 1. Dezember 1997                                                                 |
| 1999 | No Other Baby / Brown Eyed Handsome Man Paul McCartney Run Devil Run                                          | — | — | — | UK42 (2 Wo.)UK | — | |
| 1999 | Voice Heather Mills featuring Paul McCartney Vo!ce                                                            | — | — | — | UK87 (1 Wo.)UK | — | |
| 2001 | From a Lover to a Friend Paul McCartney Driving Rain                                                          | — | — | — | UK45 (3 Wo.)UK | US— n.v.US | Erstveröffentlichung: 29. Oktober 2001                                                                 |
| 2001 | Freedom Paul McCartney Driving Rain                                                                           | — | AT61 (1 Wo.)AT | — | — | US97 (2 Wo.)US | |
| 2004 | Tropic Island Hum Paul McCartney –                                                                            | DE— n.v.DE | AT— n.v.AT | CH— n.v.CH | UK21 (3 Wo.)UK | US— n.v.US | |
| 2005 | Fine Line Paul McCartney Chaos and Creation in the Backyard                                                   | DE70 (4 Wo.)DE | — | — | UK20 (3 Wo.)UK | — | Erstveröffentlichung: 29. August 2005                                                                  |
| 2005 | Jenny Wren Paul McCartney Chaos and Creation in the Backyard                                                  | — | — | — | UK22 (3 Wo.)UK | US— n.v.US | Erstveröffentlichung: 18. November 2005                                                                |
| 2005 | Sgt. Pepper’s Lonely Hearts Club Band Paul McCartney & U2 –                                                   | — | — | — | — | US48 (1 Wo.)US | Download-Single                                                                                        |
| 2007 | Dance Tonight Paul McCartney Memory Almost Full                                                               | — | — | — | UK26 (4 Wo.)UK | US69 (2 Wo.)US | Erstveröffentlichung: 18. Mai 2007                                                                     |
| 2007 | Ever Present Past Paul McCartney Memory Almost Full                                                           | — | — | — | UK85 (1 Wo.)UK | — | |
| 2007 | Nod Your Head Paul McCartney Memory Almost Full                                                               | — | — | — | — | — | |
| 2007 | Amoeba Secret Paul McCartney –                                                                                | DE— n.v.DE | AT— n.v.AT | CH— n.v.CH | UK— n.v.UK | — | Live-EP – nur als 12″, in Frankreich Platz 66                                                          |
| 2008 | Sing the Changes The Fireman Electric Arguments                                                               | — | — | — | — | — | |
| 2009 | Dance ’Til We’re High The Fireman Electric Arguments                                                          | — | — | — | — | — | Erstveröffentlichung: 19. Januar 2009                                                                  |
| 2010 | (I Want To) Come Home Paul McCartney –                                                                        | — | — | — | — | — | |
| 2012 | My Valentine Paul McCartney Kisses on the Bottom                                                              | DE— n.v.DE | AT— n.v.AT | CH— n.v.CH | — | — | Erstveröffentlichung: 9. Januar 2012                                                                   |
| 2012 | Only Our Hearts Paul McCartney Kisses on the Bottom                                                           | — | — | — | — | — | in Japan Platz 84                                                                                      |
| 2012 | The Christmas Song (Chestnuts Roasting on an Open Fire) Paul McCartney Kisses on the Bottom – Complete Kisses | — | — | — | — | — | |
| 2012 | Cut Me Some Slack Paul McCartney, Dave Grohl, Krist Novoselić & Pat Smear –                                   | — | — | — | — | — | |
| 2013 | Out of Sight The Bloody Beetroots feat. Paul McCartney & Youth –                                              | — | — | — | — | — | Erstveröffentlichung: 17. Juni 2013                                                                    |
| 2013 | New Paul McCartney New                                                                                        | — | — | — | — | — | Erstveröffentlichung: 2. September 2013                                                                |
| 2013 | Queenie Eye Paul McCartney New                                                                                | — | — | — | — | — | in Japan Platz 42                                                                                      |
| 2014 | Save Us Paul McCartney New                                                                                    | — | — | — | — | — | in Japan Platz 84                                                                                      |
| 2014 | Appreciate Paul McCartney New                                                                                 | — | — | — | — | — | |
| 2014 | Early Days Paul McCartney New                                                                                 | — | — | — | — | — | in Japan Platz 75                                                                                      |
| 2014 | Hope for the Future Paul McCartney –                                                                          | — | — | — | — | — | Erstveröffentlichung: 8. Dezember 2014                                                                 |
| 2015 | Only One Kanye West feat. Paul McCartney –                                                                    | DE32 (1 Wo.)DE | AT31 (1 Wo.)AT | CH39 (1 Wo.)CH | UK28 (10 Wo.)UK | US35 (8 Wo.)US | Erstveröffentlichung: 2. Januar 2015                                                                   |
| 2015 | FourFiveSeconds Rihanna, Kanye West & Paul McCartney –                                                        | DE3 ×3Dreifachgold · (31 Wo.)DE | AT2 Gold · (28 Wo.)AT | CH3 Platin · (31 Wo.)CH | UK3 ×3Dreifachplatin · (28 Wo.)UK | US4 ×5Fünffachplatin · (20 Wo.)US | Erstveröffentlichung: 23. Januar 2015                                                                  |
| 2015 | All Day Kanye West feat. Theophilus London, Allan Kingdom & Paul McCartney –                                  | DE57 (3 Wo.)DE | AT72 (1 Wo.)AT | CH64 (2 Wo.)CH | UK18 Silber · (9 Wo.)UK | US15 Platin · (15 Wo.)US | Erstveröffentlichung: 2. März 2015                                                                     |
| 2016 | Nineteen Hundred and Eighty Five Paul McCartney & Wings vs. Timo Maas & James Teej Pure McCartney             | — | — | — | — | — | Erstveröffentlichung: 13. Mai 2016                                                                     |
| 2018 | I Don’t Know / Come On to Me Paul McCartney Egypt Station                                                     | — | — | — | — | — | Erstveröffentlichung: 22. Juni 2018                                                                    |
| 2018 | Fuh You Paul McCartney Egypt Station                                                                          | — | — | — | — | — | Erstveröffentlichung: 17. August 2018                                                                  |
| 2019 | Get Enough Paul McCartney Egypt Station II                                                                    | — | — | — | — | — | Erstveröffentlichung: 1. Januar 2019                                                                   |
| 2019 | Nothing for Free (Remix) Paul McCartney Egypt Station II                                                      | — | — | — | — | — | Erstveröffentlichung: 1. Juli 2019                                                                     |
| 2019 | Home Tonight / In A Hurry Paul McCartney –                                                                    | — | — | — | — | — | Erstveröffentlichung: 22. November 2019                                                                |

grau schraffiert: keine Chartdaten aus diesem Jahr verfügbar

### Singleveröffentlichungen
Die folgende Auflistung beschränkt sich auf die Singles, die entweder in Großbritannien, den USA oder Deutschland erschienen sind.
- 1971: Another Day / Oh Woman, Oh Why
- 1971: Uncle Albert/Admiral Halsey / Too Many People (USA)
- 1971: The Back Seat of My Car / Heart of the Country (UK)
- 1971: Eat at Home / Smile Away (Edit, Deutschland)
- 1972: Give Ireland Back to the Irish / Give Ireland Back to the Irish (Version)
- 1972: Mary Had a Little Lamb / Little Woman Love
- 1972: Hi, Hi, Hi / C Moon
- 1973: My Love / The Mess
- 1973: Live and Let Die / I Lie Around
- 1973: Helen Wheels / Country Dreamer
- 1974: Mrs. Vandebilt / Bluebird (Deutschland)
- 1974: Jet / Mamunia (Erstauflage, USA)
- 1974: Jet / Let Me Roll It
- 1974: Band on the Run / Nineteen Hundred and Eighty-Five
- 1974: Band on the Run / Zoo Gang (UK)
- 1974: Junior’s Farm / Sally G
- 1975: Sally G / Junior’s Farm (USA)
- 1975: Listen to What the Man Said (Edit) / Love in Song (Edit)
- 1975: Letting Go (Remix) / You Gave Me the Answer (Edit)
- 1975: Venus and Mars/Rock Show (Edit) / Magneto and Titanium Man
- 1976: Silly Love Songs / Cook of the House
- 1976: Let ’Em In / Beware My Love
- 1977: Maybe I’m Amazed (Live) / Soily (Live)
- 1977: Mull of Kintyre / Girls’ School
- 1978: With a Little Luck / Backwards Traveller/Cuff Link
- 1978: I’ve Had Enough / Deliver Your Children
- 1978: London Town / I’m Carrying
- 1979: Goodnight Tonight / Daytime Nighttime Suffering
- 1979: Goodnight Tonight (Long Version) / Daytime Nighttime Suffering (12″)
- 1979: Getting Closer (Edit) / Spin It On (DE/USA)
- 1979: Old Siam, Sir / Spin It On (UK)
- 1979: Getting Closer (Edit) / Baby’s Request (UK)
- 1979: Arrow Through Me / Old Siam, Sir (USA)
- 1979: Wonderful Christmastime / Rudolph the Red-Nosed Reggae
- 1980: Coming Up / Coming Up (Live at Glasgow) / Lunch Box/Odd Sox
- 1980: Waterfalls  / Check My Machine
- 1980: Temporary Secretary / Secret Friend (12″, UK)
- 1982: Ebony and Ivory / Rainclouds
- 1982: Ebony and Ivory / Ebony and Ivory (Solo Version) / Rainclouds (12″)
- 1982: Take It Away (Edit / I’ll Give You a Ring
- 1982: Take It Away / I’ll Give You a Ring / Dress Me Up as a Robber (12″)
- 1982: Tug of War (Edit) / Get It (Edit)
- 1982: The Girl Is Mine / Michael Jackson: Can’t Get Outta Rain (7″/12″ Deutschland, auch als Picture Disc)
- 1983: Say Say Say / Ode to a Koala Bear
- 1983: Say Say Say (Special Version) / Say Say Say (Instrumental) / Ode to a Koala Bear (12″)
- 1983: Pipes of Peace (Edit) / So Bad
- 1983: So Bad / Pipes of Peace (Edit, USA)
- 1984: No More Lonely Nights (Ballad, Edit) / No More Lonely Nights (Playout Version)
- 1984: No More Lonely Nights (Extended Version) / Silly Love Songs / No More Lonely Nights (Ballad, Edit, 12″, auch als Picture Disc)
- 1984: No More Lonely Nights (Ballad, Edit) / No More Lonely Nights (Special Dance Mix, UK)
- 1984: No More Lonely Nights (Special Dance Mix) / Silly Love Songs / No More Lonely Nights (Ballad, Edit, 12″)
- 1984: We All Stand Together / We All Stand Together (Humming Version, UK, auch als Shape Disc)
- 1985: Spies Like Us / My Carnival (auch als Shape Disc)
- 1985: Spies Like Us (Party Mix) / Spies Like Us (Alternative Mix) / Spies Like Us (DJ Version) / My Carnival (Party Mix) (12″, auch als Picture Disc)
- 1986: Press (Original Mix Edit) / It’s Not True (Erstauflage: UK/Deutschland)
- 1986: Press (Video Edit, Bevans-Forward Mix) / It’s Not True (USA)
- 1986: Press (Bevans-Forward Mix) / It’s Not True / Hanglide / Press  (Dubmix, 12″)
- 1986: Press (Original Mix) / It’s Not True / Press (Video Edit, 10″)
- 1986: Pretty Little Head (Remix) / Write Away (UK/DE)
- 1986: Pretty Little Head (Long Remix) / Angry (Remix) / Write Away (UK/DE)
- 1986: Stranglehold / Angry (Remix, USA)
- 1986: Only Love Remains (Remix) / Tough on a Tightrope
- 1986: Only Love Remains (Remix) / Tough on a Tightrope (Long Remix) / Talk More Talk (Remix, 12″)
- 1987: Once Upon a Long Ago (Single Version) / Back on My Feet
- 1987: Once Upon a Long Ago (Long Version) / Back on My Feet / Midnight Special / Don’t Get Around Much More (12″)
- 1987: Once Upon a Long Ago (Extended Version) / Back on My Feet / Lawdy Miss Clawdy / Kansas City (12″)
- 1987: Once Upon a Long Ago (Single Version) / Back on My Feet / Lawdy Miss Clawdy / Kansas City (CD)
- 1989: My Brave Face / Flying to My Home
- 1989: My Brave Face / Flying to My Home / I’m Gonna Be a Wheel Someday / Ain’t That a Shame (12″-CD)
- 1989: Où est le soleil? (Long Remix) / Où est le soleil? (Tub Dub Mix) / Où est le soleil? (Instrumental Mix, 12″, USA)
- 1989: This One / The First Stone a
- 1989: This One / The Long and Winding Road (Limited, UK)
- 1989: This One / The First Stone / I Wanna Cry / I’m in Love Again (12″-CD)
- 1989: This One / The First Stone / Good Sign (12″)
- 1989: This One (Club Lovejoys Mix) / The First Stone / I Wanna Cry / I’m in Love Again (12″, Deutschland)
- 1989: Figure of Eight (Remix) / Où est le soleil? (Single Remix, 7″ und 12″-Etched Disc, UK) a
- 1989: Figure of Eight (Remix) / Où est le soleil? / Où est le soleil? (Tub Dub Mix) (12″, UK)
- 1989: Figure of Eight (Remix) / The Long and Winding Road / Loveliest Thing (12″)
- 1989: Figure of Eight (Single Edit Remix) / The Long and Winding Road / Loveliest Thing (5″-CD)
- 1989: Figure of Eight (Remix) / This One (Club Lovejoys Mix) (12″, UK)
- 1989: Figure of Eight (Remix) / Rough Ride (Remix) / Où est le soleil? (Single Remix) (3″-CD, UK)
- 1989: Où est le soleil? (Long Remix) / Figure of Eight (Remix) / Où est le soleil? (Tub DubMix, 12″, Deutschland)
- 1990: Put It There / Mama’s Little Girl a
- 1990: Put It There / Mama’s Little Girl / Same Time Next Year (12″)
- 1990: Birthday (Live) / Good Day Sunshine (Live) a
- 1990: Birthday (Live) / Good Day Sunshine (Live) / P.S. Love Me Do (Live) / Let ’Em In (Live) (12″-CD)
- 1990: All My Trials (Live) / C Moon (Live)
- 1990: All My Trials (Live) / C Moon (Live) / Mull of Kintyre (Live) / Put It There (Live, 12″-CD)
- 1990: All My Trials (Live) / C Moon (Live) / Strawberry Fields Forever/Help!/Give Peace a Chance (CD, UK)
- 1991: The Long and Winding Road (Live) / C Moon (Live) (Deutschland)
- 1991: The Long and Winding Road (Live) / C Moon (Live) / Mull of Kintyre (Live) / Put It There (Live, 12″, Deutschland)
- 1991: The World You’re Coming Into / Tres Conejos (vom Album Paul McCartney’s Liverpool Oratorio, 7″, UK)
- 1991: Introduction – Allegro Molto / The World You’re Coming Into / Tres Conejos (vom Album Paul McCartney’s Liverpool Oratorio, CD, UK)
- 1991: Save the Child / The Drinking Song (vom Album Paul McCartney’s Liverpool Oratorio, 7″-CD, UK)
- 1991: Save the Child / The Drinking Song / The World You’re Coming Into (vom Album Paul McCartney’s Liverpool Oratorio, CD, UK)
- 1992: Hope of Deliverance / Long Leather Coat a
- 1992: Hope of Deliverance / Big Boy Bickering / Long Leather Coat / Kicked Around No More (CD)
- 1993: Deliverance / Deliverance (Dub Mix) / Hope of Deliverance (12″, CD, UK/DE)
- 1993: C’mon People / I Can’t Imagine (UK)
- 1993: C’mon People / I Can’t Imagine / Keep Coming Back to Love / Down to the River (CD)
- 1993: C’mon People / Deliverance / Deliverance (Dub Mix) (CD, UK)
- 1993: Off the Ground / Cosmically Conscious (USA, Kassettensingle und Jukeboxsingle: weißes Vinyl)
- 1993: Off the Ground / Cosmically Conscious / Style Style / Sweet Sweet Memories / Soggy Noodle (CD, USA/DE)
- 1993: Biker Like an Icon / Midnight Special (Live) / Things We Said Today (Live) / Biker Like an Icon (Live) (CD, Deutschland)
- 1997: Young Boy / Looking for You (UK, auch als Picturedisc)
- 1997: Young Boy / Looking for You / Oobu Joobu (Part 1) (inklusive I Love This House, CD)
- 1997: Young Boy / Broomstick / Oobu Joobu (Part 2) (inklusive Atlantic Ocean, CD)
- 1997: The World Tonight / Looking for You (USA) a
- 1997: The World Tonight / Looking for You / Oobu Joobu (Part 1, inklusive I Love This House, CD, USA)
- 1997: The World Tonight / Used to Be Bad (UK, auch als Picturedisc)
- 1997: The World Tonight / Used to Be Bad / Oobu Joobu (Part 3, inklusive Squid, CD)
- 1997: The World Tonight / Really Love You / Oobu Joobu (Part 4, inklusive Don’t Break the Promises, CD)
- 1997: Beautiful Night / Love Comes Tumbling Down (UK)
- 1997: Beautiful Night / Love Comes Tumbling Down / Oobu Joobu (Part 5) (inklusive Beautiful Night, Original-Version, CD)
- 1997: Beautiful Night / Same Love / Oobu Joobu (Part 6, inklusive Love Mix, CD)
- 1999: No Other Baby / Brown Eyed Handsome Man / Fabulous (7″-CD, UK/DE)
- 1999: No Other Baby (Mono) / Brown Eyed Handsome Man (Mono) / Fabulous (Mono, CD, UK/DE)
- 1999: No Other Baby / Try Not to Cry (USA)
- 2001: From a Lover to a Friend / Ride to Jaipur (7″, UK)
- 2001: From a Lover to a Friend / From a Lover to a Friend (Remix 1) / From a Lover to a Friend (Remix 2) (CD, UK)
- 2001: Freedom (Radio Edit)
- 2001: Freedom / From a Lover to a Friend / From a Lover to a Friend (Remix 2) (CD, UK)
- 2004: Tropic Island Hum / We All Stand Together (7″-CD, UK)
- 2005: Sgt. Pepper’s Lonely Hearts Club Band (Live-8-Auftritt mit U2, Download-Single)
- 2005: Fine Line / Growing Up Falling Down (7″, UK)
- 2005: Fine Line / Comfort of Love / Growing Up Falling Down (CD)
- 2005: Jenny Wren / Summer of ’59 (7″, UK)
- 2005: Jenny Wren / I Want to Fly / This Loving Game (CD, UK-D)
- 2007: Dance Tonight / Nod Your Head (Remix, nur als Shape Disc)
- 2007: Nod Your Head (Download-Single)
- 2007: Ever Present Past / House of Wax (Live) (7″, UK)
- 2007: Ever Present Past / Only Mama Knows (Live) / Dance Tonight (Live, CD)
- 2007: Amoeba Secret: Only Mama Knows (Live) / C Moon (Live) / That Was Me (Live) / I Saw Her Standing There (Live, 12″, CD: 2009, USA)
- 2008: Sing the Changes (Download-Single)
- 2009: Dance ’Til We’re High (Download-Single)
- 2010: (I Want To) Come Home (Download-Single)
- 2012: My Valentine (Download-Single)
- 2012: Only Our Hearts (Download-Single)
- 2012: The Christmas Song (Chestnuts Roasting On An Open Fire)/Wonderful Christmastime (7″ im roten und grünen Vinyl, UK)
- 2012: Cut Me Some Slack (Studio Version) Paul McCartney, Dave Grohl, Krist Novoselić & Pat Smear (Download-Single)
- 2013: Out of Sight The Bloody Beetroots feat. Paul McCartney & Youth (Download-Single und 7″-Vinyl-Single (Albumversion/Radioversion), USA)
- 2013: New (Download-Single)
- 2013: Queenie Eye (Download-Single)
- 2014: Save Us (Download-Single)
- 2014: Appreciate (Download-Single)
- 2014: Early Days (Download-Single)
- 2014: Hope for the Future (Main) / Hope for the Future (Trash) / Hope for the Future (Beatsession Mix) / Hope for the Future (Jaded Mix) / Hope for the Future (Mirwais Mix) (Download-EP/12″-Vinyl-EP)
- 2016: Nineteen Hundred And Eighty Five (Original Mix) / Nineteen Hundred And Eighty Five (Radio Edit) / Nineteen Hundred And Eighty Five (Club Mix) (Download-Single/12″-Vinyl-Single)
- 2016: Nineteen Hundred And Eighty Five (Paul Woolford Remix) / Nineteen Hundred And Eighty Five (Kerri Chandler Kaoz 623 Again Vocal Mix) / Nineteen Hundred And Eighty Five (Tim Green Remix) (Download-Single/12″-Vinyl-Single)
- 2018: I Don’t Know / Come On To Me (Download-Doppel-A-Seiten-Single/7″-Vinyl-Single ab November 2018)
- 2018: Fuh You (Download-Single)
- 2018: Who Cares (Download-Single)
- 2019: Get Enough (Download-Single)
- 2019: Nothing for Free (DJ Chris Holmes Remix) (Download-Single)
- 2019: Home Tonight / In A Hurry (Download-Single/7″-Vinyl-Picture-Disc-Single)
- 2020: Find My Way (Download-Single)
- 2021: The Kiss of Venus feat. Dominic Fike (Download-Single)
- 2021: Find My Way feat. Beck (Download-Single)
- 2021: Slidin’ (EOB Remix) (Download-Single)
- 2022: Woman and Wives / Woman And Wives (St. Vincent Remix) (12" Vinyl-Single)
- 2024: Hi, Hi, Hi / Junior’s Farm (Download-Single)
- 2025: My Valentine Barbra Streisand featuring Paul McCartney

### Seltene Singles
- 1974: Walking in the Park with Eloise / Bridge on the River Suite (unter dem Pseudonym „Country Hams“, UK)
- 1977: Uncle Albert/Admiral Halsey / Eat at Home (unter dem Pseudonym „Percy Thrillington“)
- 1980: My Love / Maybe I’m Amazed (USA, Columbia Hall of Fame Series)
- 1980: Uncle Albert/Admiral Halsey / Jet (USA, Columbia Hall of Fame Series)
- 1980: Band on the Run / Helen Wheels (USA, Columbia Hall of Fame Series)
- 1980: Goodnight Tonight / Getting Closer (USA, Columbia Hall of Fame Series)
- 1993: Biker Like an Icon / Things We Said Today (Live) (USA, Jukebox-Single: weißes Vinyl)
- 1993: C’mon People / Down to the River (USA, Jukebox-Single: weißes Vinyl)
- 1993: Transpiritual Stomp / Arizona Light Mix (UK, unter dem Pseudonym „The Fireman“, 12″)
- 1998: Fluid / Appletree Cinnabar Amber / Bison (Long One) (unter dem Pseudonym „The Fireman“, UK, 12”)
- 1999: Fluid (Out of Body and Mind Mix) / Fluid (Out of Body Mix) / Fluid (Out of Body with Sitar Mix) / Bison (unter dem Pseudonym „The Fireman“, UK, 12″)
- 2001: Maybe I’m Amazed / Band on the Run (USA, Jukebox-Single: orangefarbenes Vinyl, mit jeweils einer von McCartney gesprochenen Einleitung)
- 2002: Your Loving Flame / Lonely Road (USA, Jukebox-Single)
- 2005: Really Love You / Lalula (unter dem Pseudonym „Twin Freaks“, 12″)
- 2013: Maybe I’m Amazed (Short Version-Mono)/ Maybe I’m Amazed (Albumversion-Mono)/ Maybe I’m Amazed (Short Version-Stereo)/ Maybe I’m Amazed (Albumversion-Stereo) (12″-Vinyl-Single, die anlässlich des Record Store Day erschien)
- 2015: Sweet Trash: Zwei bisher nicht veröffentlichte Versionen des Liedes Hope for the Future (12″-Vinyl-Single, die anlässlich des Record Store Day erschien)
- 2015: Say Say Say (2015 Remix) / Say Say Say (Instrumental) (12″-Vinyl-Single, die anlässlich des Record Store Day erschien. Auf der B-Seite befindet sich der 1983er Remix)
- 2017: I Don’t Want to Confess / Shallow Grave / Mistress and Maid (Demos von Paul McCartney & Elvis Costello) (Musikkassetten-Single, die anlässlich des Record Store Day erschien)
- 2017: Paul McCartney & The Roots & Jimmy Fallon: Wonderful Christmastime / Norah Jones: Peace (Live at the Sheen Center) – rotes Vinyl oder The Decemberists: Jesus Christ – grünes Vinyl (Zwei 7″-Vinyl-Single, auf roten oder grünen Vinyl gepresst wurden, die anlässlich des Black Friday erschienen)
- 2020: We All Stand Together / We All Stand Together (Humming Version) (Remasterte Shape Disc, in einer braunen Papphülle)

### Promo-Singles
Hierbei handelt es sich um Promotionsingles (7″/12″ oder CDs), die (so) nicht als reguläre Kaufsingles erschienen sind, sich aber zum Teil (USA-Veröffentlichungen) in den Billboard Adult Contemporary Charts platzieren konnten.
- 1970: Man We Was Lonely / Maybe I’m Amazed (7″, Mexiko)
- 1971: Love Is Strange (Edit) / I Am Your Singer (7″, UK)
- 1973: Country Dreamer (Mono) / Country Dreamer (Stereo) (7″, USA)
- 1980: Temporary Secretary (Einseitige 7″, UK)
- 1982: A Sample From “Tug of War”: Ebony and Ivory/Ballroom Dancing/The Pound is Sinking (weißes Vinyl, 12″, USA)
- 1984: No More Lonely Nights (Mole Mix) (Einseitige 12″, UK)
- 1985: The Long and Winding Road / No Values (7″, Spanien)
- 1985: The Man (Einseitige 7″, Spanien)
- 1986: Angry (Albumversion) / Angry (Albumversion) (nur 12″, USA)
- 1989: We Got Married (Edit) / We Got Married (Albumversion, CD-Promotionsingle, USA)
- 1989: Où est le soleil? (Shep Pettibone Edit) (CD-Promotionsingle, USA)
- 1989: Party Party (Single Version) / Party Party (Bruce Forest Extended Remix, nur 12″, UK) b
- 1989: Good Sign / Good Sign (Groove Mix, nur 12″, UK) b
- 1989: Distractions / Distractions (7″, Spanien)
- 1991: It’s Now or Never / Viva Las Vegas (von Bruce Springsteen) (nur CD, UK)
- 1993: Off the Ground (Bob Clearmountain Radio Mix, CD-Promotionsingle, USA) b
- 1993: Off the Ground (Keith Cohen Radio Mix, CD-Promotionsingle, USA) b
- 1997: Celebration (UK) (CD-Promotionsingle von Standing Stone)
- 1999: Try Not to Cry (CD-Promotionsingle, USA)
- 1999: Run Devil Run / Blue Jean Bop (CD-Promotionsingle, UK)
- 2000: Maybe Baby (CD-Promotionsingle, Schweden)
- 2000: Free Now (7″-CD, UK)
- 2001: Silly Love Songs (Wings Vs Loop Da Loop Radio Mix) / Silly Love Songs (Artful Dodger Mix) / Silly Love Songs (Wings Vs Loop Da Loop Main Mix) (Deutschland/Japan) b
- 2001: Goodnight Tonight (Loop Da Loop mix) / Let ’Em In (Remix) / No More Lonely Nights (JSM/Alessi Bros Mix) / Coming Up (Zak’s Mix)
- 2001: Wingin’ It (Let ’em In-Different Gear Mixes 1) / Wingin’ It (Let ’em In-Different Gear Mixes 2, 12″ UK) b
- 2001: Coming up (Linus Loves Mix) / Silly Love Songs (Wings Vs Loop Da Loop Radio Mix, 12″ UK) b
- 2001: I’m Partial to Your Abracadabra (CD-Promotionsingle, UK)
- 2001: Lonely Road (Dave Way Remix) b / Lonely Road (Albumversion, CD-Promotionsingle, USA)
- 2001: Your Loving Flame (Albumversion) / Your Loving Flame (Dave Way Remix, USA) b
- 2001: Driving Rain (Albumversion) (Japan)
- 2002: Hello Goodbye (Albumversion) (Japan)
- 2003: A Love for You (Edit) / A Love for You (Albumversion) (Promotionsingle für den Kinofilm The IN-LAWS, USA)
- 2005: Silly Love Songs (Noir & Krusé Radio Edit) / Silly Love Songs (Noir & Krusé Extended Mix, CD-Promotionsingle, Dänemark) b
- 2005: Too Much Rain (Albumversion, CD-Promotionsingle, Frankreich)
- 2006: This Never Happened Before (Edit) / This Never Happened Before (Albumversion, CD-Promotionsingle, USA)
- 2006: Gratia / Gratia (Radio Edit, EU/USA) (CD-Promotionsingle von Ecce Cor Meum)
- 2007: Nod Your Head Dancehall Remixes: No Name Sly David Short / No Name Sly David Long / Dub I / Dub II / String Mix / Instrumental (CD-Promotionsingle, USA) b
- 2007: Only Mama Knows / Only Mama Knows (Radio Edit, CD-Promotionsingle, USA)
- 2008: Heal the Pain (CD-Promotionsingle, USA) (George Michael with Paul McCartney)
- 2008: Nothing Too Much Just out of Sight (Radio Edit, CD-Promotionsingle, UK)
- 2008: Sing the Changes (CD-Promotionsingle, UK + USA – ansonsten nur als Download-Single veröffentlicht)
- 2008: Dance ’Til We’re High (CD-Promotionsingle, UK – ansonsten nur als Download-Single veröffentlicht)
- 2009: My Soul (Radio Edit, CD-Promotionsingle, UK) (Nitin Sawhney feat. Paul McCartney)
- 2009: (I Want To) Come Home (CD-Promotionsingle für den Kinofilm Everybody’s Fine, USA)
- 2009: Sing the Changes (live) / I’ve Got a Feeling (live) / Live and Let Die (live) (CD-Promotionsingle, EU + USA)
- 2009: Highway (live) (CD-Promotionsingle, Frankreich)
- 2012: My Valentine (CD-Promotionsingle, UK + USA – ansonsten nur als Download-Single veröffentlicht)
- 2012: Baby’s Request/My One and Only Love (CD-Promotionsingle für Werbezwecke für die Deluxe Version der CD Kisses on the Bottom, USA)
- 2012: Get Yourself another Fool (CD-Promotionsingle, USA)
- 2012: Ac-Cent-Tchu-Ate the Positive (CD-Promotionsingle, UK)
- 2012: The Christmas Song (Chestnuts Roasting On An Open Fire) (CD-Promotionsingle, USA)
- 2012: Out of Sight / Out of Sight (Instrumental) (CD-Promotionsingle, UK)
- 2013: New (CD-Promotionsingle, UK/USA)
- 2013: Queenie Eye (Radio Edit) (CD-Promotionsingle, UK)
- 2013: Queenie Eye (Radio Edit) / Queenie Eye (Albumversion) (CD-Promotionsingle, USA)
- 2013: Queenie Eye (Radio Edit) / Queenie Eye (Albumversion) / Queenie Eye (Dialogue explaining the Song) / Queenie Eye (Short Song Introduction) (CD-Promotionsingle, USA)
- 2014: Save Us (CD-Promotionsingle, UK/USA)
- 2014: Hope (CD-Promotionsingle, UK – Der Veröffentlichungstitel ist Hope for the Future)
- 2014: Hope for the Future (Edit) / Hope for the Future (Main) / Hope for the Future (Trash) / Hope for the Future (Beatsession Mix) / Hope for the Future (Jaded Mix) / Hope for the Future (Mirwais Mix) (CD-Promotionsingle, USA)
- 2015: Say Say Say (2015 Remix) (Edit) (CD-Promotionsingle, UK)
- 2016: Nineteen Hundred And Eighty Five (Remix) b / Nineteen Hundred And Eighty Five (Club Mix) (12"-Vinyl-Promotionsingle)
- 2018: I Don’t Know / Come On To Me (CD-Promotionsingle, Europa)
- 2020: The Kiss of Venus (CD-Promotionsingle, Europa)

### Nur auf Single oder als Download erhältliche Titel
Anmerkung: Unter Berücksichtigung der CD Off the Ground – The Complete Works, nicht aber der japanischen Flowers in the Dirt-Special Package
- 1972: 7″ Mary Had a Little Lamb: A-Seite Mary Had a Little Lamb (Deutschland: Alternativer Mix)
- 1979: 12″ Goodnight Tonight: A-Seite Goodnight Tonight (Long Version) (auch bei iTunes mit dem Album Back to the Egg)
- 1983: 12″ Say Say Say: A-Seite Say Say Say (John „Jellybean“ Benitez Remix) (auch bei iTunes mit dem Album Pipes of Peace) B-Seite Say Say Say (John „Jellybean“ Benitez Instrumental Remix)
- 1984: 12″ No More Lonely Nights: A-Seite No More Lonely Nights (Arthur Baker Extended Dance Mix)
- 1984: 7″ We All Stand Together: B-Seite We All Stand Together (Humming Version)
- 1985: 12″ Spies Like Us: B-Seite Spies Like Us (Party Mix), Spies Like Us (Alternative Mix), Spies Like Us (DJ Version) sowie My Carnival (Gary Langan Remix) (auch bei iTunes mit dem Album Venus and Mars)
- 1986: 10″ Press: A-Seite Press (Video Version)
- 1986: 12″ Press: B-Seite It’s Not True (Julian Mendelsohn Remix), Hanglide und Press (Dubmix) (auch bei iTunes mit dem Album Press to Play)
- 1986: 7″ Pretty Little Head: A-Seite Pretty Little Head (Larry Alexander Remix)
- 1986: 12″ Pretty Little Head: A-Seite Pretty Little Head (John “Tokes” Potoker Remix), B-Seite Angry (Larry Alexander Remix)
- 1986: 12″ Only Love Remains: A-Seite Only Love Remains (Jim Boyer Remix), B-Seite Tough on a Tightrope (Julian Mendelsohn Remix) und Talk More Talk (McCartney/Jon Jacobs Remix)
- 1987: 12″ Once upon a Long Ago: A-Seite Once upon a Long Ago (Extended Version-McCartney/Peter Henderson Remix)
- 1989: 12″ Où est le soleil?: A-Seite Où est le soleil? (Shep Pettibone Remix), B-Seite Où est le soleil? (Tub Dub Mix) und Où est le soleil? (Mix)
- 1989: 12″ This One: B-Seite First Stone und I Wanna Cry
- 1989: zweite 12″ This One: A-Seite This One (Club Lovejoys Mix) (auch bei iTunes mit dem Album Flowers in the Dirt)
- 1989: dritte 12″ This One: B-Seite Good Sign
- 1989: 12″-CD Maxi Figure of Eight: A-Seite Figure of Eight (Bob Clearmountain Remix), B-Seite The Long and Winding Road
- 1989: 3″-CD Figure of Eight: B-Seite Rough Ride (Matt Buttler Remix) und Où est le soleil? (7″ Mix)
- 1989: 7″-CD Party Party: A-Seite Party Party
- 1990: 12″-CD Maxi Put It There: B-Seite Same Time Next Year
- 1990: CD Maxi Birthday: Good Day Sunshine (live), P.S. Love Me Do (live) und Let ’Em In (live)
- 1990: CD Maxi All My Trials: C Moon (Soundcheck), Strawberry Fields Forever – Help – Give Peace a Chance (live)
- 1990: CD Maxi The Long and Winding Road: Mull of Kintyre (live)
- 1992: CD Maxi Deliverance: Deliverance und Deliverance (Dub Mix)
- 1998: 12″ Fluid (Out of Body and Mind Mix) / Fluid (Out of Body Mix) / Fluid (Out of Body with Sitar Mix) / Bison (unter dem Pseudonym „The Fireman“)
- 1999: CD Maxi No Other Baby: Fabulous
- 2001: CD Maxi From a Lover to a Friend: From a Lover to a Friend (David Kahne Remix 1) und From a Lover to a Friend (David Kahne Remix 2)
- 2004: CD Maxi Tropic Island Hum: Tropic Island Hum
- 2005: CD Maxi Fine Line: Comfort of Love und Growing Up Falling Down
- 2005: 7″ Jenny Wren: Summer of 59
- 2005: CD Maxi Jenny Wren B-Seite: I Want You to Fly und This Loving Game
- 2007: CD Maxi Dance Tonight: Nod Your Head (Remix)
- 2007: CD Maxi Ever Present Past: Only Mama Knows (live) und Dance Tonight (live)
- 2010: Download-Single: (I Want To) Come Home
- 2014: Download-EP: Hope for the Future (Trash) / Hope for the Future (Beatsession Mix) / Hope for the Future (Jaded Mix) / Hope for the Future (Mirwais Mix)
- 2016: 12″ Nineteen Hundred And Eighty Five: A-Seite Nineteen Hundred And Eighty Five (Radio Edit), B-Seite Nineteen Hundred And Eighty Five (Club Mix)

### Weitere Veröffentlichungen
- 1984: Hot Tracks, Series 3 (Kompilationsalbum): No More Lonely Nights (Extended Edit by Warren Sanford)
- 1986: The Anti-heroin Project. It’s a Live-in World (Kompilationsalbum): Simple as That
- 1987: The Prince’s Trust 10th Anniversary Birthday Party (Live-Kompilationsalbum): Get Back (plus Long Tall Sally und I Saw Her Standing There auf einer Bonussingle)
- 1988: Water from the Wells of Home: New Moon over Jamaica, Duett von Johnny Cash und Paul McCartney
- 1989: Ferry 'Cross the Mersey (7″-CD-Single) mit den Christians, Holly Johnson, Gerry Marsden & Stock Aitken Waterman
- 1989: Disconet Dance Classics No. 3 (Kompilationsalbum): Où est le soleil? (Disconet Edit) Remixed von Dennis Muyet (nur USA)
- 1990: Knebworth: The Album (Live-Kompilationsalbum): Coming Up und Hey Jude
- 1991: The Last Temptation of Elvis (Kompilationsalbum): It’s Now or Never
- 1996: Go Cat Go: My Old Friend Duett von Carl Perkins & Paul McCartney
- 1997: Music for Montserrat (Live-Kompilationsalbum): Hey Jude
- 1998: Twentieth Century Blues – The Songs of Noël Coward (Kompilationsalbum): A Room with a View
- 1999: Vo!ce (CD-Single): Heather Mills featuring Paul McCartney
- 2000: Maybe Baby – Original Soundtrack Featuring Music from and Inspired by the Film (Soundtrackalbum): Maybe Baby
- 2001: Brand New Boots and Panties (Kompilationsalbum): I’m Partial to Your Abracadabra
- 2001: Good Rockin’ Tonight – The Legacy of Sun Records (Kompilationsalbum): That’s All Right
- 2001: Music from Vanilla Sky (Soundtrackalbum): Vanilla Sky
- 2001: Love & Faith & Inspiration: So Bad, Duett von Lindsay Pagano und Paul McCartney
- 2002: Party at the Palace (Live-Kompilationsalbum): All You Need Is Love und Hey Jude
- 2002: Together: Inside Thing (Let ’Em In), Duett von Lulu und Paul McCartney
- 2003: Hope – Warchild Album for the Children (Kompilationsalbum): Calico Skies (neue Version)
- 2003: Music from the Motion Picture The In-Laws (Soundtrackalbum): A Love for You, Live and Let Die (neue Version)
- 2004: Gettin’ In over My Head: A Friend Like You, Duett von Brian Wilson und Paul McCartney
- 2004: Paul McCartney’s Glastonbury Groove (Kompilationsalbum): Temporary Secretary (Radioslave Mix)
- 2005: One Year On 46664 (Kompilationsalbum): Whole Life
- 2005: iTunes: Silly Love Songs (Noir & Krusé Radio Edit) / Silly Love Songs (Noir & Krusé Extended Mix)
- 2006: Duets: An American Classic: The Very Thought of You, Duett von Tony Bennett und Paul McCartney
- 2006: Givin’ It Up: Bring It On Home to Me von George Benson, Al Jarreau und Paul McCartney
- 2006: Twentyfive: Heal the Pain Duett von George Michael und Paul McCartney
- 2007: No More Lonely Nights (Mole Mix), nur als Download erhältlich
- 2007: Goin Home – A Tribute to Fats Domino (Kompilationsalbum): I Want to Walk You Home
- 2008: London Undersound (Nitin Sawhney): My Soul
- 2008: iTunes: Sawain Ambient Acapella, nur mit dem Album Electric Arguments
- 2009: A Sideman’s Journey: I’m in Love Again, Zusammenarbeit mit Klaus Voormann
- 2009: Meat Free Monday (Internetseite): Meat Free Monday (Studio Version) nur als Download auf der Internetseite des Projekts[11]
- 2010: iTunes: (I Want To) Come Home
- 2011: Live at Shea Stadium (Billy Joel): I Saw Her Standing There und Let It Be
- 2011: Rare Bird Alert (Steve Martin and the Steep Canyon Rangers): Best Love
- 2011: Rave On Buddy Holly (Kompilationsalbum): It’s so Easy
- 2011: Bridge School Concerts-25th Anniversary Edition (Live-Kompilationsalbum): Get Back (Live Version)
- 2012: Blow Your Pants Off (Jimmy Fallon): Scrambled Eggs (Live-Duett einer Comedy-Version des Liedes Yesterday)
- 2012: Holiday Rules (US-amerikanisches Weihnachts-Kompilationsalbum):  The Christmas Song (Chestnuts Roasting On An Open Fire)
- 2013: 12-12-12 the Concert for Sandy Relief (Live-Benefizalbum): Helter Skelter (Live Version)
- 2013: Sound City-Real to Reel (Kompilationsalbum): Cut Me Some Slack Paul McCartney, Dave Grohl, Krist Novoselić & Pat Smear
- 2013: Under the Influence – Holiday Edition (Straight No Chaser): Wonderful Christmastime Neuaufnahme des Weihnachtsliedes von Paul McCartney und Straight No Chaser
- 2014: Letting Go (Extended Version) als Gratis-Download auf der offiziellen Homepage von Paul McCartney erhältlich
- 2014: Rock Show (New Version) als Gratis-Download auf der offiziellen Homepage von Paul McCartney erhältlich
- 2014: Love My Baby (from ‘One Hand Clapping’) als Gratis-Download auf der offiziellen Homepage von Paul McCartney erhältlich
- 2015: Hollywood Vampires (Hollywood Vampires): Come and Get It Neuaufnahme der Paul-McCartney-Komposition aus dem Jahr 1969
- 2016: Stay Tuned 1.5 (Kompilationsalbum): Maybe I’m Amazed Neuaufnahme der Paul-McCartney-Komposition aus dem Jahr 1970
- 2016: Ethel & Ernest (Soundtrackalbum): In the Blink of An Eye
- 2017: Distractions (Demo) als Gratis-Download auf der offiziellen Homepage von Paul McCartney erhältlich
- 2017: This One (Demo) als Gratis-Download auf der offiziellen Homepage von Paul McCartney erhältlich
- 2017: Back on My Feet (Demo) als Gratis-Download auf der offiziellen Homepage von Paul McCartney erhältlich
- 2017: Christmas Rules (Vol. 2) (Kompilationsalbum): Wonderful Christmastime Neuaufnahme des Liedes von Paul McCartney & The Roots & Jimmy Fallon
- 2018: Dear Friend (Orchestra Up) und als Gratis-Download auf der offiziellen Homepage von Paul McCartney erhältlich
- 2018: Hands of Love (Take 2) als Gratis-Download auf der offiziellen Homepage von Paul McCartney erhältlich
- 2020: Beautiful Night (1986), Somedays (Without Orchestra) und Calico Skies (’In The World Tonight’ Campfire Acoustic) als Gratis-Download auf der offiziellen Homepage von Paul McCartney erhältlich

## Mitwirkung bei anderen Künstlern
Nicht berücksichtigt werden Aufnahmen mit Denny Laine, Linda McCartney und Mike McGear mit „McGear“ (siehe Kompilationen und Raritäten).

### Kompositionen für andere Künstler
Titel, die nicht auf offiziellen Tonträgern der Beatles oder McCartneys veröffentlicht wurden:
- 1963: I’ll Be on My Way – Billy J. Kramer & the Dakotas
- 1963: I’ll Keep You Satisfied – Billy J. Kramer & the Dakotas
- 1963: Tip of My Tongue – Tommy Quickly
- 1963: Love of the Loved – Cilla Black
- 1964: A World Without Love – Peter & Gordon
- 1964: Nobody I Know – Peter & Gordon
- 1964: I Don’t Want to See You Again – Peter & Gordon
- 1964: One and One Is Two – The Strangers with Mike Shannon
- 1964: From a Window – Billy J. Kramer & the Dakotas
- 1964: It’s for You – Cilla Black
- 1966: Woman – Peter & Gordon (unter dem Pseudonym „Bernard Webb“)
- 1967: Cat Call – The Chris Barber Band
- 1968: Thingumybob – Black Dyke Mills Band (+ Produzent)
- 1969: Goodbye – Mary Hopkin (+ Produzent und Gitarre)
- 1969: Penina – Carlos Mendes
- 1972: Bored as Butterscotch – Mike McGear (Co-Komposition)
- 1973: Six O’Clock – Ringo Starr (Klavier, Synthesizer und Hintergrundgesang)
- 1974: Ten Years After on Strawberry – The Scaffold (+ Produzent)
- 1974: 4th of July – John Christie
- 1974: Mine for Me – Rod Stewart (+ Hintergrundgesang)
- 1974: Let’s Love – Peggy Lee
- 1976: Pure Gold – Ringo Starr (+ Hintergrundgesang)
- 1977: Giddy – Roger Daltrey
- 1981: Private Property – Ringo Starr (+ Produktion, Bass, Klavier und Hintergrundgesang)
- 1981: Attention – Ringo Starr (+ Produktion, Bass, Klavier und Hintergrundgesang)
- 1983: Theme from the Honorary Consul – John Williams (+ Gitarre)
- 1984: On the Wings of a Nightingale – The Everly Brothers (+ Gitarre)
- 1989: Veronica – Elvis Costello (Co-Komposition und Bass)
- 1989: Pads, Paws and Claws – Elvis Costello (Co-Komposition)
- 1991: So Like Candy – Elvis Costello (Co-Komposition)
- 1991: Playboy to a Man – Elvis Costello (Co-Komposition)
- 1995: Yvonne’s the One – 10cc (Co-Komposition und Gitarre)
- 1995: A Leaf – Anya Alexeyev
- 1996: Shallow Grave – Elvis Costello (Co-Komposition)
- 1996: The Ballad of the Skeletons – Allen Ginsberg (Co-Komposition sowie Schlagzeug, Hammond-Orgel, Maracas und Gitarre)
- 2015: Only One – Kanye West (Co-Komposition und Keyboard)
- 2015: FourFiveSeconds – Rihanna and Kanye West and Paul McCartney (Co-Komposition und Gitarre)
- 2015: If I Take You Home Tonight – Diana Krall (Komposition)
- 2015: All Day – Kanye West featuring Theophilus London, Allan Kingdom & Paul McCartney (Co-Komposition (Teile des unveröffentlichten Paul McCartney-Liedes When the Wind is Blowing wurden am Ende von All Day verwendet), Gesangsteil und Gitarre)
- 2015: Love Song to the Earth – Verschiedene Künstler inkl. Paul McCartney (Co-Komposition und Gesangsstrophe)
- 2017: Songbird in a Cage – Charlotte Gainsbourg (+Bass, Gitarre und Klavier)

### Produktionen
- 1965: You’ve Got to Hide Your Love Away – The Silkie (Weiterer Produzent: John Lennon) (+ Gitarre)
- 1966: Got to Get You into My Life – Cliff Bennett & the Rebel Rousers
- 1966: From Head to Toe; Night Time – The Escorts (+ Tamburin)
- 1967: I Knew Right Away – Alma Cogan (+ Tamburin)
- 1967: Thank U Very Much – The Scaffold
- 1968: McGough and McGear (Album) – Roger McGough & Mike McGear
- 1968: I’m the Urban Spaceman – Bonzo Dog Doo-Dah Band
- 1968: Yellow Submarine – Black Dyke Mills Band
- 1968: Those Were the Days / Turn Turn Turn – Mary Hopkin
- 1969: Postcard (Album) – Mary Hopkin (+ Gitarre bei Lord of the Reedy River und Voyage of the Moon)
- 1969: Sparrow – Mary Hopkin
- 1969: Rosetta – The Fourmost
- 1970: Stardust – Ringo Starr
- 1970: Que Sera Sera (Whatever Will Be Will Be) / Fields of St. Etienne – Mary Hopkin (+ Bass und Gitarre)
- 1970: Thumbing a Ride – Jackie Lomax
- 1974: Liverpool Lou – The Scaffold
- 1981: Sure to Fall – Ringo Starr (+ Bass, Klavier und Hintergrundgesang)
- 1981: You Can’t Fight Lightning – Ringo Starr (+ Bass, Schlagzeug und Hintergrundgesang); veröffentlicht: 1994
- 1988: T-Shirt – The Crickets (+ Piano)
- 1998: Children in Need – Spirit of Play (+ Bass)
- 2010: Available Light (Download EP) – James McCartney
- 2011: Close at Hand (Download EP) – James McCartney
- 2012: The Complete EP Collection (Doppel-CD mit fünf Bonustiteln) – James McCartney
- 2022: My Valentine – Michael Bublé

### Musikalische Beiträge
- 1967: Mellow Yellow – Donovan (Bass)
- 1967: We Love You – The Rolling Stones (Hintergrundgesang)
- 1967: Step Inside Love (Original Studio Demo) – Cilla Black (Gitarre und Hintergrundgesang); Veröffentlichung: 1997
- 1968: And the Sun Will Shine; The Dog Presides – Paul Jones (Schlagzeug)
- 1968: Carolina in My Mind – James Taylor (Bass)
- 1969: My Dark Hour – Steve Miller Band (Hintergrundgesang, Schlagzeug und Bass)
- 1969: Charity Bubbles – The Scaffold (Gitarre)
- 1969: Is This What You Want – Jackie Lomax (Bass)
- 1972: Night Owl – Carly Simon (Hintergrundgesang)
- 1974: Rock ’n’ Roll Is Music Now; Let It All Fall Down – James Taylor (Hintergrundgesang)
- 1974: God Bless California – Thornton, Fradkin & Ungar & The Big Band (Hintergrundgesang und Bass)
- 1974: Star Song – Adam Faith (Hintergrundgesang)
- 1974: Goodbye, Change – Adam Faith (Synthesizer)
- 1974: One of Those Days in England – Roy Harper (Hintergrundgesang)
- 1979: Maisie – Laurence Juber (Bass); Veröffentlichung: 1982
- 1979: Get Well Soon – Godley & Creme (Hintergrundgesang)
- 1981: All Those Years Ago – George Harrison (Hintergrundgesang)
- 1987: Rockestra Theme – Duane Eddy (Hintergrundgesang und Bass)
- 1989: This Town – Elvis Costello (Hintergrundgesang und Bass)
- 1992: Don’t Break the Promises – 10cc (Bass)
- 1995: Come Together – Smoking Mojo Filters (Hintergrundgesang, Keyboard und Gitarre)
- 1998: Little Children Part 1 – Peter Kirtley Band (teilweise Gesang)
- 1998: Love Me Do; I Was Walking; La De Da – Ringo Starr (Hintergrundgesang und Bass bei Love Me Do)
- 2003: Hurt Myself – Rusty Anderson (Hintergrundgesang und Bass)
- 2004: Do They Know It’s Christmas? – Band Aid (Bass)
- 2004: A Friend Like You – Brian Wilson (Duettgesang)
- 2005: A Time to Love – Stevie Wonder (Gitarre)
- 2009: Boots and Sands – Yusuf (Hintergrundgesang)
- 2010: Walk with You – Ringo Starr (Hintergrundgesang)
- 2010: Peace Dream – Ringo Starr (Bass)
- 2010: Ordinary People – Glenn Aitken (Bass)
- 2010: As It Comes – Fran Healey (Bass)
- 2011: Rain Came Down – Matt Berry (Bass)
- 2012: He Ain’t Heavy, He’s My Brother – The Justice Collective (Gesangsstrophe und Gitarre)
- 2013: All of Me – Eric Clapton (Hintergrundgesang und Bass)
- 2013: Me (Album) – James McCartney (Hintergrundgesang, Gitarre und Schlagzeug)
- 2017: Sunday Rain – Foo Fighters (Schlagzeug)
- 2017: We’re on the Road Again – Ringo Starr (Hintergrundgesang und Bass)
- 2017: Show Me the Way – Ringo Starr (Bass)
- 2019: Grow Old with Me – Ringo Starr (Hintergrundgesang und Bass)
- 2020: Here’s to the Nights – Ringo Starr (Hintergrundgesang)
- 2022: Home – The Umoza Music Project (Bass)
- 2023: Let It Be – Dolly Parton (Hintergrundgesang und Klavier)
- 2023: Bite My Head Off – The Rolling Stones (Bass)

## Videoalben

### Chartplatzierungen
| Jahr | Titel Interpretation                                            | Höchstplatzierung, Gesamtwochen, AuszeichnungChartplatzierungen (Jahr, Titel, Interpretation, Platzierungen, Wochen, Auszeichnungen, Anmerkungen) | Höchstplatzierung, Gesamtwochen, AuszeichnungChartplatzierungen (Jahr, Titel, Interpretation, Platzierungen, Wochen, Auszeichnungen, Anmerkungen) | Höchstplatzierung, Gesamtwochen, AuszeichnungChartplatzierungen (Jahr, Titel, Interpretation, Platzierungen, Wochen, Auszeichnungen, Anmerkungen) | Höchstplatzierung, Gesamtwochen, AuszeichnungChartplatzierungen (Jahr, Titel, Interpretation, Platzierungen, Wochen, Auszeichnungen, Anmerkungen) | Höchstplatzierung, Gesamtwochen, AuszeichnungChartplatzierungen (Jahr, Titel, Interpretation, Platzierungen, Wochen, Auszeichnungen, Anmerkungen) | Anmerkungen                             |
| Jahr | Titel Interpretation                                            | DE | AT | CH | UK | US | Anmerkungen                             |
| ---- | --------------------------------------------------------------- | --- | --- | --- | --- | --- | --------------------------------------- |
| 1994 | Paul is live in concert on the new world tour Paul McCartney    | — | — | — | UK7 (18 Wo.)UK | — | Erstveröffentlichung: 1994              |
| 1997 | In the World Tonight Paul McCartney                             | — | — | — | UK11 (5 Wo.)UK | — | Erstveröffentlichung: 1997              |
| 2001 | Live at the Cavern Club! Paul McCartney                         | — | — | — | UK5 (5 Wo.)UK | — | Erstveröffentlichung: 2001              |
| 2001 | Wingspan: Hits & History Paul McCartney & Wings                 | — | — | — | UK42 (1 Wo.)UK | — | Erstveröffentlichung: 2001              |
| 2003 | Back in the U.S. Paul McCartney                                 | DE39 Gold · (11 Wo.)DE | — | CH91 (2 Wo.)CH | UK1 Gold · (28 Wo.)UK | US8 ×2Doppelplatin · (15 Wo.)US | Erstveröffentlichung: 17. März 2003     |
| 2006 | The Space Within US Paul McCartney                              | — | — | — | UK7 (13 Wo.)UK | — | Erstveröffentlichung: 2006              |
| 2007 | The McCartney Years Paul McCartney                              | — | — | — | UK8 (20 Wo.)UK | — | Erstveröffentlichung: 2007              |
| 2011 | The Love We Make Paul McCartney                                 | — | — | — | UK47 (1 Wo.)UK | — | Erstveröffentlichung: 2011              |
| 2012 | Paul McCartney’s Live Kisses Paul McCartney                     | — | — | CH5 (1 Wo.)CH | UK14 (4 Wo.)UK | US190 (1 Wo.)US | Erstveröffentlichung: 13. November 2012 |
| 2013 | Rockshow – In Concert. On Film. At Last. Paul McCartney & Wings | DE56 (1 Wo.)DE | — | CH2 (7 Wo.)CH | UK3 (8 Wo.)UK | — | Erstveröffentlichung: Juni 2013         |

### Offizielle Veröffentlichungen von Paul McCartney
- 1981: Rockshow, (VHS, DVD-Blu-ray: 2013, Juni), aufgenommen während der US-Tour 1976
- 1985: Give My Regards to Broad Street, (VHS, DVD: 2004, April), Spielfilm
- 1985: Rupert and the Frog Song, (nur VHS), Animationsfilme: Rupert and the Frog Song, Seaside Woman und Oriental Nightfish
- 1987: The McCartney Special, (nur VHS), Dokumentation über die Karriere von Paul McCartney bis Press to Play
- 1987: Once upon a Video..., (nur VHS), vier Musikvideos: Once upon a Long Ago/Stranglehold/Pretty Little Head/We All Stand Together (Videofassung)
- 1989: Put It There, (VHS, DVD: 2003, Dezember), Dokumentation mit dem Schwerpunkt auf der Entstehung des Albums Flowers in the Dirt
- 1991: Get Back, (VHS, DVD: 2001, Juli), Konzertfilm mit Live-Mitschnitten der Konzerte der Tournee 1989/1990
- 1991: Going Home, (nur VHS), Dokumentation über die Tournee 1989/1990
- 1991: Paul McCartney’s Liverpool Oratorio, enthält das Konzert zu Liverpool Oratorio. Die (Doppel-)DVD (Veröffentlichung: 2004, November) enthält noch zwei Extras: Ghosts Of The Past: The Making of Liverpool Oratorio und Echoes (mit einem noch nicht auf CD erhältlichen Lied: In Liverpool)
- 1993: Movin’ On, (nur VHS), Dokumentation über die Aufnahmen zum Album Off the Ground
- 1994: Paul is live in concert on the new world tour, (VHS, Zwei VCD, DVD: 2003, August), Konzertfilm mit Live-Mitschnitten der Konzerte der Tournee der Welttournee 1994
- 1997: In the World Tonight, Dokumentation über die Entstehung des Albums Flaming Pie
- 1999: Standing Stone, enthält das Konzert zu Standing Stone vom 14. Oktober 1997 in der „Royal Albert Hall“ und ein Making-of
- 2001: Live at the Cavern Club!, Aufnahme eines Konzert im Liverpooler Cavern Club vom 14. Dezember 1999[12]
- 2001: Wingspan: Hits & History, Rückblick auf die Geschichte der Gruppe Wings
- 2003: Back in the U.S., (USA: November 2002) Konzertfilm mit Live-Mitschnitten der Konzerte der Tournee durch Nordamerika 2002
- 2004: The Animation Collection, Sammlung von Animationsfilmen, die von McCartney produziert wurden.
- 2005: In Red Square, Konzertfilm von Auftritten in Moskau und St. Petersburg von 2004
- 2006: The Space Within US, Konzertfilm mit Live-Mitschnitten der Konzerte der US-Tournee 2005
- 2007: The McCartney Years, umfassende 3-DVD-Box mit 40 Musikvideos und raren Konzertauftritten seit 1970
- 2008: Ecce cor meum, enthält das Konzert in der Royal Albert Hall zu Ecce cor meum und ein Making-of
- 2010: One Hand Clapping, Die TV-Dokumentation zeigt Paul McCartney & Wings live in den Abbey Road Studios im August 1974. Der Film ist ein Teil der Deluxe-Ausgabe der Wiederveröffentlichung des Albums Band on the Run.
- 2011: The Love We Make, Dokumentation über „The Concert For New York City“ vom Oktober 2001
- 2012: Live Kisses, Das Konzert in den Capitol Studios vom 9. Februar 2012 zuzüglich sechs Videos von My Valentine
- 2013: Wings over the World, Die TV-Tourneedokumentation mit Paul McCartney & Wings von der 1975/76er Welttournee wurde im März 1979 erstmals ausgestrahlt. Der Film ist ein Teil der Deluxe-Ausgabe der Wiederveröffentlichung des Albums Wings over America.
- 2018: The Bruce McMouse Show, Die The Bruce McMouse Show aus dem Jahr 1973 ist ein teilweise animierter Konzertfilm der Wings. Neben Konzertaufnahmen werden animierte Filmsequenzen über eine Maus, namens Bruce, gezeigt, die mit seiner Familie unterhalb der Konzertbühne, auf der die Wings spielen, leben. Der Film ist ein Teil der Deluxe-Ausgabe der Wiederveröffentlichung des Albums Red Rose Speedway.
- 2018: James Paul McCartney TV Special, Das TV-Special mit Paul McCartney & Wings vom März 1973 ist ein Teil der Deluxe-Ausgabe der Wiederveröffentlichung des Albums Red Rose Speedway.

### Offizielle Veröffentlichungen mit Paul McCartney
- 1987: The Prince’s Trust Birthday Party, (DVD: 2001, Juli), Konzertfilm mit Live-Mitschnitten des gleichnamigen Konzerts – drei Titel mit McCartney (auch mit Phil Collins, Eric Clapton, Elton John, Tina Turner, Rod Stewart etc.)
- 1990: Knebworth, The Event Vol. 1, (DVD: 2002 als Vol. 1 bis 3), Konzertfilm mit Live-Mitschnitten des gleichnamigen Konzerts – vier Titel mit McCartney (auch mit Phil Collins, Tears for Fears und Cliff Richard & the Shadows)
- 1997: Music for Montserrat The Royal Albert Hall, September 15th 1997, Konzertfilm mit Live-Mitschnitten des gleichnamigen Konzerts – vier Titel mit McCartney (auch mit Carl Perkins, Phil Collins, Sting, Elton John, Eric Clapton, Arrow und Jimmy Buffett)
- 2001: Good Rockin’ Tonight – The Legacy of Sun Records, Dokumentation über die Plattenfirma Sun Records – That’s All Right mit McCartney, aufgenommen im Sun Studio in Memphis/USA
- 2002: Paul & Friends – The PETA Concert for Party Animals, Konzertfilm mit Live-Mitschnitten des gleichnamigen Konzerts – sechs Titel mit McCartney (auch mit Sarah McLachlan, The B-52s und Chrissie Hynde)
- 2002: The Concert for New York City, Konzertfilm mit Live-Mitschnitten des gleichnamigen Konzerts – fünf Titel mit McCartney (auch mit The Who, Eric Clapton, Billy Joel, David Bowie, Elton John etc.)
- 2002: Party at the Palace, Konzertfilm mit Live-Mitschnitten des gleichnamigen Konzerts – drei Titel mit McCartney (auch mit Phil Collins, Eric Clapton, Queen etc.)
- 2003: Concert for George, Konzertfilm mit Live-Mitschnitten des gleichnamigen Konzerts – vier Titel mit McCartney (auch mit Ringo Starr, Eric Clapton, Jeff Lynne, Tom Petty etc.)
- 2005: Live 8 – One Day One Concert One World, Beinhaltet den Auftritt von McCartney mit fünf Titeln
- 2008: John, Paul, Tom & Ringo: The Tomorrow Show, enthält drei Fernsehinterviews von Tom Snyder mit Paul McCartney (Fernsehausstrahlung am 20. Dezember 1979) sowie mit John Lennon und Ringo Starr
- 2011: Live at Shea Stadium, Konzert von Billy Joel mit zwei Duetten mit Paul McCartney: I Saw Her Standing There und Let It Be
- 2012: London 2012 Olympic Games, Dokumentationsfilm über die Olympischen Spiele 2012 in London – zwei Titel wurden von McCartney während der Eröffnung live gesungen
- 2015: A MusiCares Tribute to Paul McCartney Konzertfilm vom 10. Februar 2012 zu Ehren von Paul McCartney – fünf Titel mit McCartney (auch mit Alicia Keys, Alison Krauss, Duane Eddy, Norah Jones, Neil Young, Sérgio Mendes, Coldplay, James Taylor, Diana Krall etc.)
- 2017: Change Begins Within „A Benefit Concert for The David Lynch Foundation“ Konzertfilm vom 4. April 2009 in der New Yorker Radio City Music Hall – sechs Titel mit Paul McCartney, With a Little Help from My Friends mit Ringo Starr und McCartney sowie zwei weitere Lieder, bei denen McCartney mitwirkt (auch mit Sheryl Crow, Donovan, Eddie Vedder, Moby, Ben Harper etc.)

## Musikvideos
| Jahr | Titel                                      | Regie                                               |
| ---- | ------------------------------------------ | --------------------------------------------------- |
| 1970 | Maybe I’m Amazed                           | Charlie Jenkins                                     |
| 1971 | Heart of the Country                       | Roy Benson                                          |
| 1971 | 3 Legs                                     | Roy Benson                                          |
| 1972 | Mary Had a Little Lamb (vier Versionen)    | Nicholas Ferguson                                   |
| 1972 | Hi Hi Hi                                   | Steven Turner                                       |
| 1972 | C Moon                                     | Steven Turner                                       |
| 1973 | My Love                                    | Mick Rock                                           |
| 1973 | Helen Wheels                               | Michael Lindsay-Hogg                                |
| 1974 | Mamunia                                    | Jim Quick                                           |
| 1974 | Band on the Run                            | Michael Coulson                                     |
| 1974 | Junior’s Farm                              | David Litchfield                                    |
| 1976 | Silly Love Songs                           | Gordon Bennett                                      |
| 1977 | Mull of Kintyre                            | Michael Lindsay-Hogg                                |
| 1978 | With a Little Luck                         | Michael Lindsay-Hogg                                |
| 1978 | I’ve Had Enough                            | Keith McMillan                                      |
| 1978 | London Town                                | Michael Lindsay-Hogg                                |
| 1979 | Goodnight Tonight                          | Keith McMillan                                      |
| 1979 | Getting Closer                             | Keith McMillan                                      |
| 1979 | Spin It On                                 | Keith McMillan                                      |
| 1979 | Again and Again and Again                  | Keith McMillan                                      |
| 1979 | Old Siam, Sir                              | Keith McMillan                                      |
| 1979 | Arrow Through Me                           | Keith McMillan                                      |
| 1979 | Winter Rose/Love Awake                     | Keith McMillan                                      |
| 1979 | Baby’s Request                             | Keith McMillan                                      |
| 1979 | Wonderful Christmastime                    | Russell Mulcahy                                     |
| 1980 | Coming Up                                  | Keith McMillan                                      |
| 1980 | Waterfalls                                 | Keith McMillan                                      |
| 1982 | Ebony and Ivory                            | Keith McMillan                                      |
| 1982 | Ebony and Ivory (Solo Version)             | Barry Myers                                         |
| 1982 | Take It Away                               | John McKenzie                                       |
| 1982 | Tug of War                                 | Maurice Phillips                                    |
| 1982 | Here Today                                 | Maurice Phillips                                    |
| 1983 | Say Say Say                                | Bob Giraldi                                         |
| 1983 | Pipes of Peace                             | Paul McCartney and Keith McMillan                   |
| 1983 | So Bad                                     | Paul and Linda McCartney                            |
| 1984 | No More Lonely Nights                      | Keith McMillan                                      |
| 1984 | No More Lonely Nights (Playout Version)    | David Hillier                                       |
| 1984 | We All Stand Together                      | Geoff Dunbar                                        |
| 1985 | Spies Like Us                              | John Landis                                         |
| 1986 | Press                                      | Philip Davey                                        |
| 1986 | Stranglehold                               | Bob Giraldi                                         |
| 1986 | Pretty Little Head                         | Steve Barron                                        |
| 1986 | Only Love Remains                          | Maurice Philipps                                    |
| 1987 | Once Upon a Long Ago                       | Paul McCartney and Mike Ross                        |
| 1989 | My Brave Face                              | Roger Lunn                                          |
| 1989 | This One                                   | Tim Pope                                            |
| 1989 | Où est le soleil?                          | David Lodge                                         |
| 1989 | Figure of Eight                            | Andy Morahan                                        |
| 1990 | Put It There                               | Neil Mackenzie Mathews                              |
| 1990 | We Got Married                             | Aubrey Powell                                       |
| 1990 | Birthday                                   | Neil Mackenzie Mathews                              |
| 1990 | All My Trials                              | Nigel Dick                                          |
| 1993 | Hope of Deliverance                        | Andy Morahan                                        |
| 1993 | Deliverance                                | Richard Helsop                                      |
| 1993 | Off the Ground                             | Mathew Robins                                       |
| 1993 | C’Mon People                               | Kevin Godley                                        |
| 1993 | Biker Like an Icon                         | Richard Heslop                                      |
| 1997 | The World Tonight (zwei Versionen)         | Alistair Donald                                     |
| 1997 | The World Tonight (zwei weitere Versionen) | Geoff Wonfor                                        |
| 1997 | Young Boy (zwei Versionen)                 | Geoff Wonfor                                        |
| 1997 | Little Willow                              | John Schlesinger                                    |
| 1997 | Beautiful Night                            | Julien Temple                                       |
| 1999 | Brown Eyed Handsome Man                    | David Leland                                        |
| 1999 | No Other Baby                              | Pedro Romhanyi                                      |
| 2001 | From a Lover to a Friend                   | Albert Maysles                                      |
| 2001 | Freedom                                    | Harris Savides, Louis J. Horvitz und Albert Maysles |
| 2001 | Your Loving Flame                          | Gavin Gordon-Rogers                                 |
| 2002 | Lonely Road                                | Jonas Akerlund                                      |
| 2005 | Fine Line                                  | Simon Hilton                                        |
| 2005 | Jenny Wren                                 | Simon Hilton                                        |
| 2007 | Dance Tonight                              | Michel Gondry                                       |
| 2007 | Ever Present Past                          | Phil Griffin                                        |
| 2007 | Nod Your Head                              |                                                     |
| 2007 | 222                                        | Marco Sandeman                                      |
| 2008 | Sing the Changes                           | Marco Sandeman                                      |
| 2009 | Dance ’Til We’re High                      | Marco Sandeman                                      |
| 2009 | (I Want To) Come Home                      |                                                     |
| 2011 | Blue Sway                                  | Jack McCoy                                          |
| 2012 | My Valentine (sechs Versionen)             | Paul McCartney                                      |
| 2013 | Out of Sight                               | Charlie Lightening                                  |
| 2013 | New (Lyric Video)                          | Charlie Lightening                                  |
| 2013 | Queenie Eye                                | Simon Aboud                                         |
| 2014 | Appreciate                                 | André Chocron                                       |
| 2014 | Save Us                                    | Sarah Randell                                       |
| 2014 | Early Days                                 | Vincent Haycock                                     |
| 2014 | Hope for the Future                        | Daniel Askill                                       |
| 2016 | Nineteen Hundred and Eighty Five           | Can Evgin                                           |
| 2018 | Fuh You                                    | Simon Aboud                                         |
| 2018 | Back in Brazil                             | Charlie Lightening                                  |
| 2018 | Come On to Me (drei Versionen)             | TG Herrington                                       |
| 2018 | Who Cares                                  | Brantley Gutierrez & Ryan Heffington                |
| 2020 | Find My Way                                | Roman Coppola                                       |
| 2020 | When Winter Comes                          | Geoff Dunbar                                        |
| 2020 | Slidin’                                    | Jack McCoy                                          |
| 2021 | Find My Way featuring Beck                 | Andrew Donoho                                       |
| 2024 | Soily                                      | David Litchfield                                    |
| 2024 | Blackpool                                  | David Litchfield                                    |
| 2025 | Letting Go                                 | Phil Mottram                                        |
| 2025 | Venus and Mars/Rock Show                   | Phil Mottram                                        |

## Statistik

### Chartauswertung
|                     | DE     | AT     | CH     | UK     | US     |
| ------------------- | ------ | ------ | ------ | ------ | ------ |
| Nummer-eins-Alben   | DE3DE  | AT—AT  | CH—CH  | UK8UK  | US8US  |
| Top-10-Alben        | DE15DE | AT7AT  | CH4CH  | UK30UK | US20US |
| Alben in den Charts | DE41DE | AT22AT | CH22CH | UK41UK | US43US |

|                       | DE     | AT     | CH     | UK     | US     |
| --------------------- | ------ | ------ | ------ | ------ | ------ |
| Nummer-eins-Singles   | DE2DE  | AT1AT  | CH1CH  | UK3UK  | US9US  |
| Top-10-Singles        | DE7DE  | AT7AT  | CH7CH  | UK25UK | US23US |
| Singles in den Charts | DE40DE | AT16AT | CH13CH | UK63UK | US46US |

|                          | DE    | AT    | CH    | UK     | US    |
| ------------------------ | ----- | ----- | ----- | ------ | ----- |
| Nummer-eins-Videoalben   | DE—DE | AT—AT | CH—CH | UK1UK  | US—US |
| Top-10-Videoalben        | DE—DE | AT—AT | CH2CH | UK7UK  | US1US |
| Videoalben in den Charts | DE—DE | AT—AT | CH4CH | UK11UK | US3US |

### Auszeichnungen für Musikverkäufe
| Land/RegionAuszeichnungen für Musikverkäufe (Land/Region, Auszeichnungen, Verkäufe, Quellen) | Silber       | Gold         | Platin         | Verkäufe    | Quellen |
| -------------------------------------------------------------------------------------------- | ------------ | ------------ | -------------- | ----------- | --- |
| Argentinien (CAPIF)                                                                          | —            | Gold1        | 3× Platin3     | 54.000      | capif.org.ar (Memento vom 31. Mai 2011 im Internet Archive) AR2 (Memento vom 6. Juli 2011 im Internet Archive) |
| Australien (ARIA)                                                                            | —            | 5× Gold5     | 13× Platin13   | 880.000     | aria.com.au |
| Belgien (BRMA)                                                                               | —            | Gold1        | Platin1        | 130.000     | ultratop.be |
| Brasilien (PMB)                                                                              | —            | —            | 3× Platin3     | 180.000     | pro-musicabr.org.br                                                                                            |
| Dänemark (IFPI)                                                                              | —            | 6× Gold6     | 4× Platin4     | 560.000     | ifpi.dk |
| Deutschland (BVMI)                                                                           | —            | 7× Gold7     | 3× Platin3     | 2.975.000   | musikindustrie.de                                                                                              |
| Europa (IFPI)                                                                                | —            | —            | Platin1        | (1.000.000) | Einzelnachweise                                                                                                |
| Frankreich (SNEP)                                                                            | —            | 13× Gold13   | —              | 1.625.000   | infodisc.fr snepmusique.com                                                                                    |
| Hongkong (IFPI/HKRIA)                                                                        | —            | Gold1        | —              | 10.000      | ifpihk.org |
| Italien (FIMI)                                                                               | —            | 3× Gold3     | 5× Platin5     | 365.000     | fimi.it |
| Japan (RIAJ)                                                                                 | —            | 5× Gold5     | —              | 500.000     | riaj.or.jp |
| Kanada (MC)                                                                                  | —            | 10× Gold10   | 21× Platin21   | 2.080.000   | musiccanada.com                                                                                                |
| Mexiko (AMPROFON)                                                                            | —            | 2× Gold2     | Platin1        | 290.000     | amprofon.com.mx                                                                                                |
| Neuseeland (RMNZ)                                                                            | —            | 3× Gold3     | 17× Platin17   | 432.500     | aotearoamusiccharts.co.nz NZ2                                                                                  |
| Niederlande (NVPI)                                                                           | —            | —            | Platin1        | 100.000     | nvpi.nl |
| Norwegen (IFPI)                                                                              | —            | Gold1        | —              | 25.000      | ifpi.no (Memento vom 5. November 2012 im Internet Archive)                                                     |
| Österreich (IFPI)                                                                            | —            | 3× Gold3     | —              | 65.000      | ifpi.at |
| Polen (ZPAV)                                                                                 | —            | Gold1        | 3× Platin3     | 70.000      | olis.pl |
| Portugal (AFP)                                                                               | —            | 2× Gold2     | —              | 10.000      | Einzelnachweise                                                                                                |
| Russland (NFPF)                                                                              | —            | Gold1        | Platin1        | 30.000      | 2m-online.ru                                                                                                   |
| Schweden (IFPI)                                                                              | —            | Gold1        | 4× Platin4     | 210.000     | sverigetopplistan.se                                                                                           |
| Schweiz (IFPI)                                                                               | —            | 2× Gold2     | Platin1        | 80.000      | hitparade.ch                                                                                                   |
| Spanien (Promusicae)                                                                         | —            | 4× Gold4     | 5× Platin5     | 640.000     | elportaldemusica.es ES2 ES3                                                                                    |
| Vereinigte Staaten (RIAA)                                                                    | —            | 45× Gold45   | 49× Platin49   | 74.368.000  | riaa.com |
| Vereinigtes Königreich (BPI)                                                                 | 23× Silber23 | 23× Gold23   | 25× Platin25   | 22.815.000  | bpi.co.uk |
| Insgesamt                                                                                    | 23× Silber23 | 140× Gold140 | 161× Platin161 |             | |